# 洪福邨
洪福邨（英語：Hung Fuk Estate）是香港房屋委員會轄下公共屋邨，項目編號為YL39，位於香港新界元朗洪水橋洪元路1號，為洪水橋新市鎮首個公共屋邨，佔地6.4公頃。

## 簡介
項目由房屋署總建築師（3）作總體設計，劉榮廣伍振民建築師事務所（香港）有限公司（1及3期）及興業建築師有限公司（2期）作詳細設計，工程分為3期進行，第1期為第1至3座，第2期為第4座、商業設施及輔助設施，第1及2期由新昌營造廠有限公司承建；第3期為第5至第9座，則由有利建築有限公司承建；而巴士總站則由協興建築有限公司承建。此邨共提供4,905個單位，可供約12,000人入住，共有9幢樓高16-24層的住宅大樓，已於2015年7月31日入伙。
經房屋署招標後，委任瑞安物業管理有限公司負責屋邨管理，而商業部份則由創毅物業服務顧問有限公司管理。
屋邨管理曾經在2020年4月1日轉由佳富物業服務有限公司負責，直到2025年4月1日轉由中國海外物業管理有限公司負責。

## 屋邨資料

### 樓宇

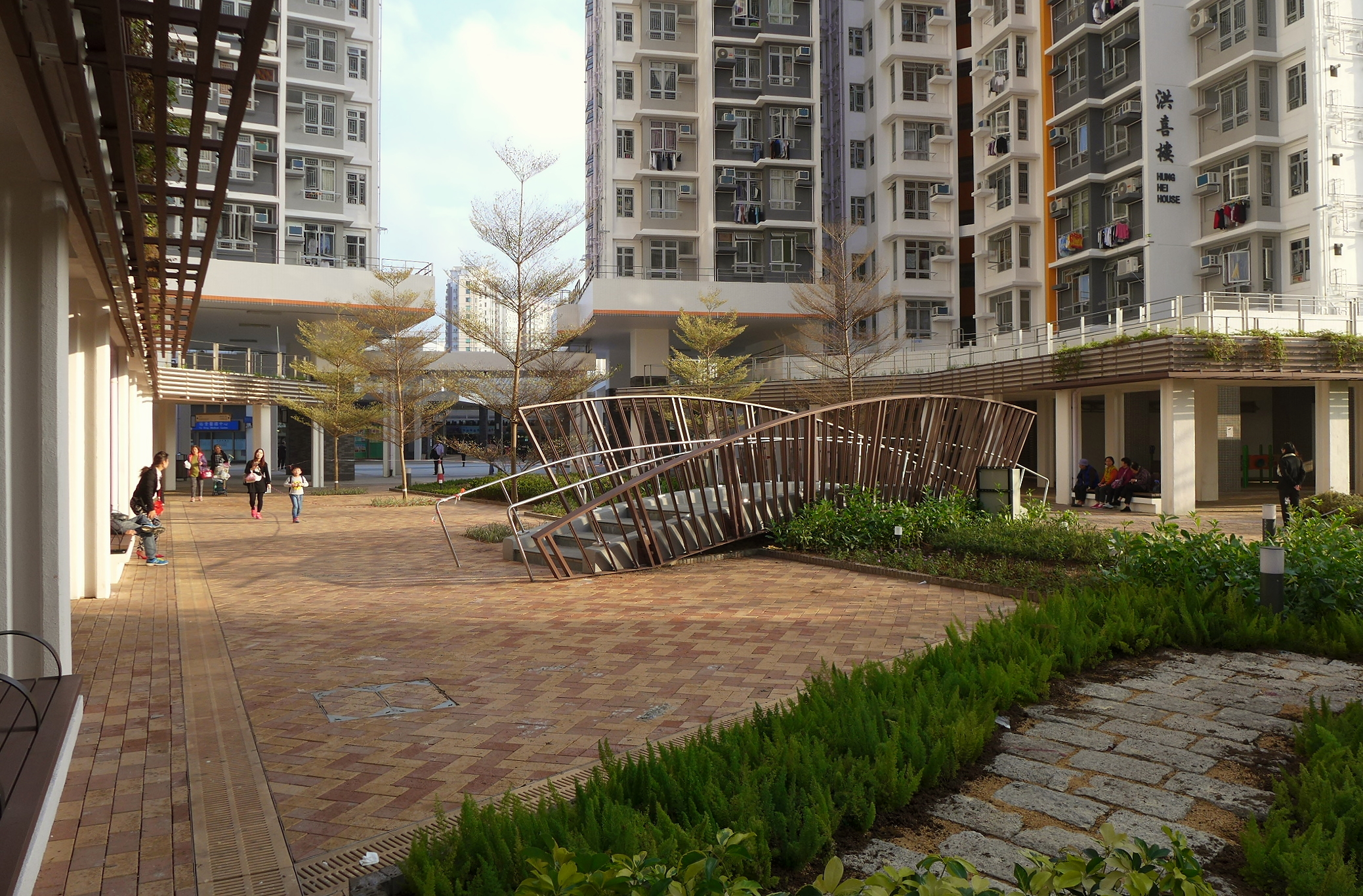
洪福邨休憩空間

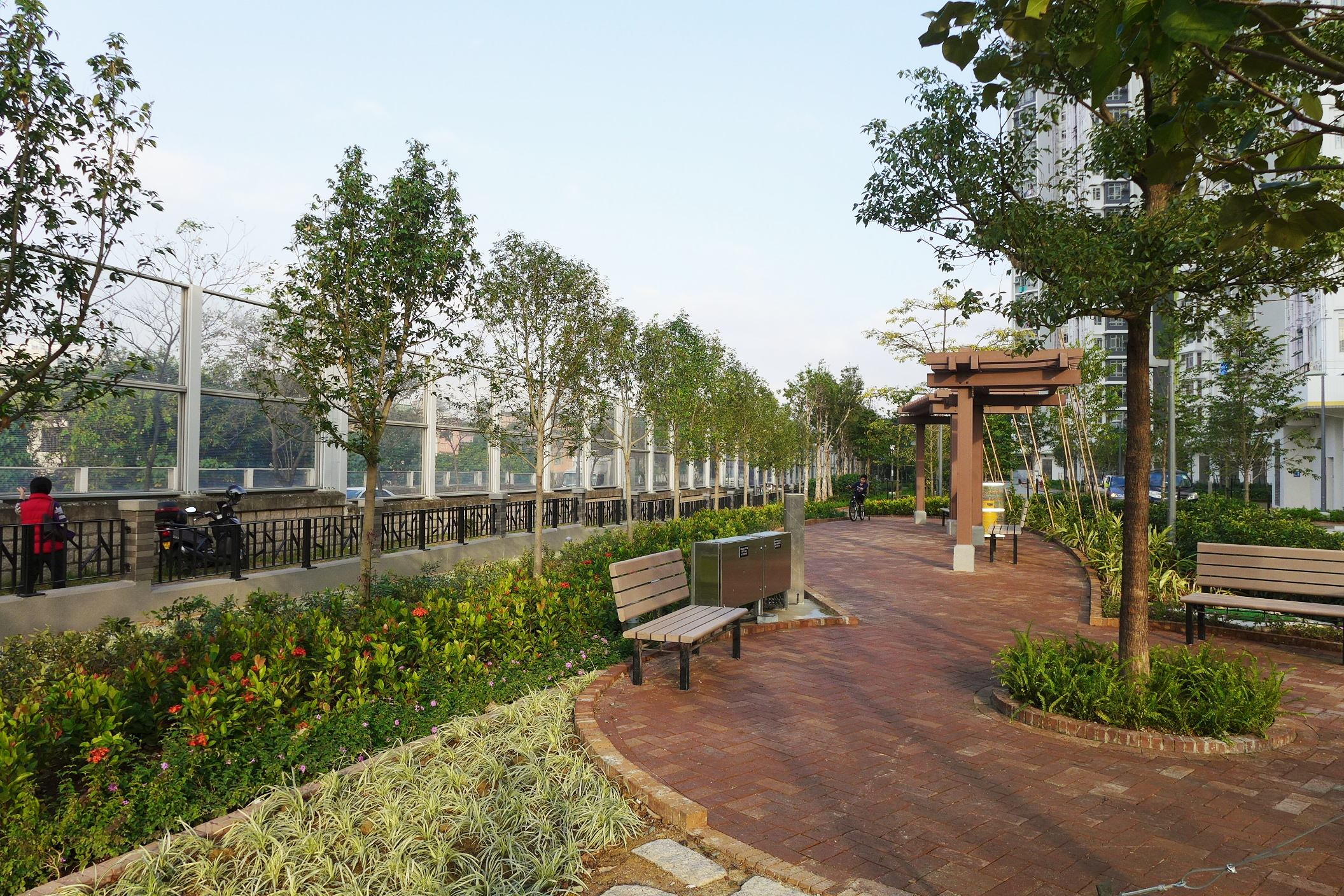
綠野缓步徑

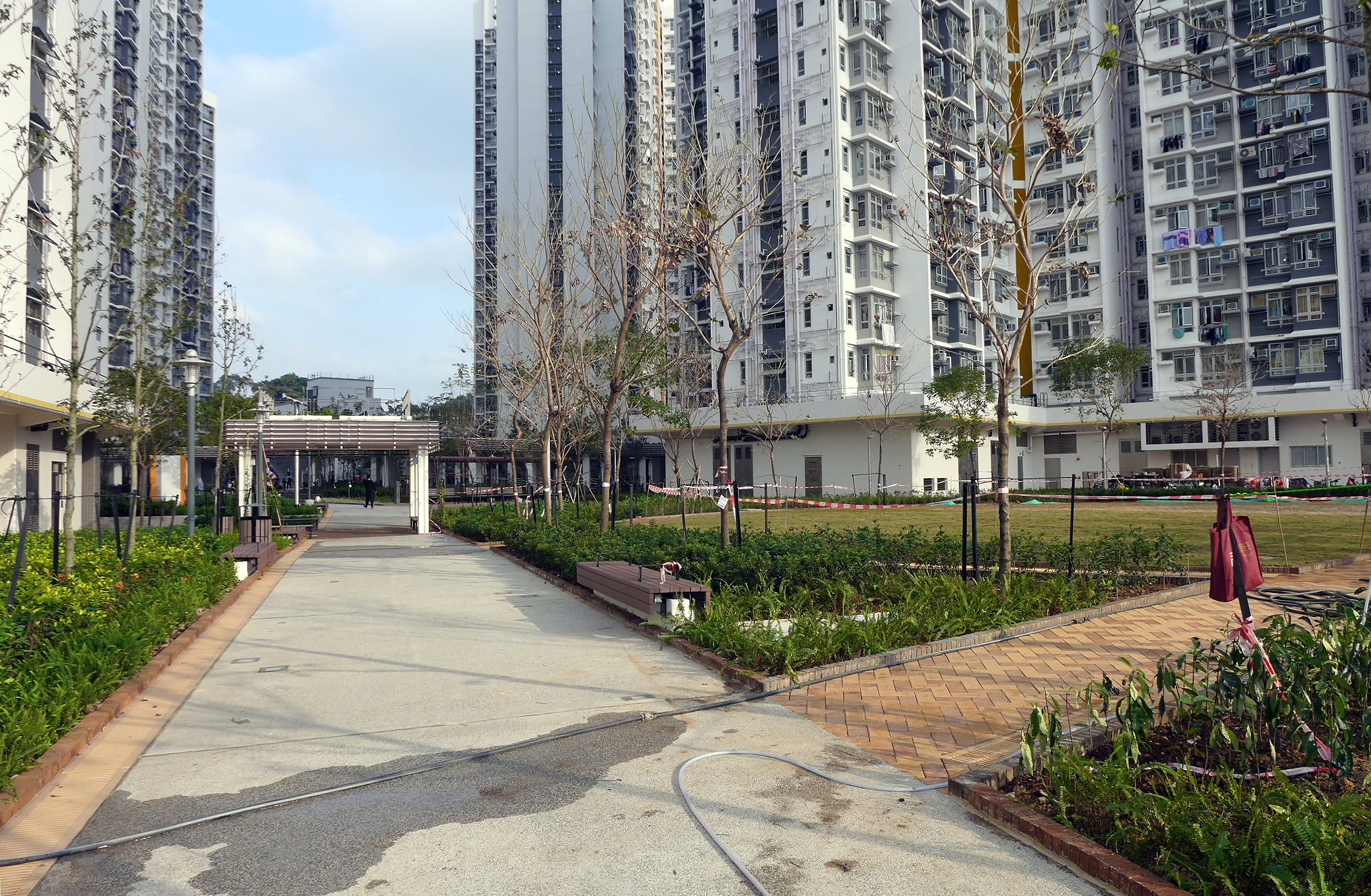
綠草坪

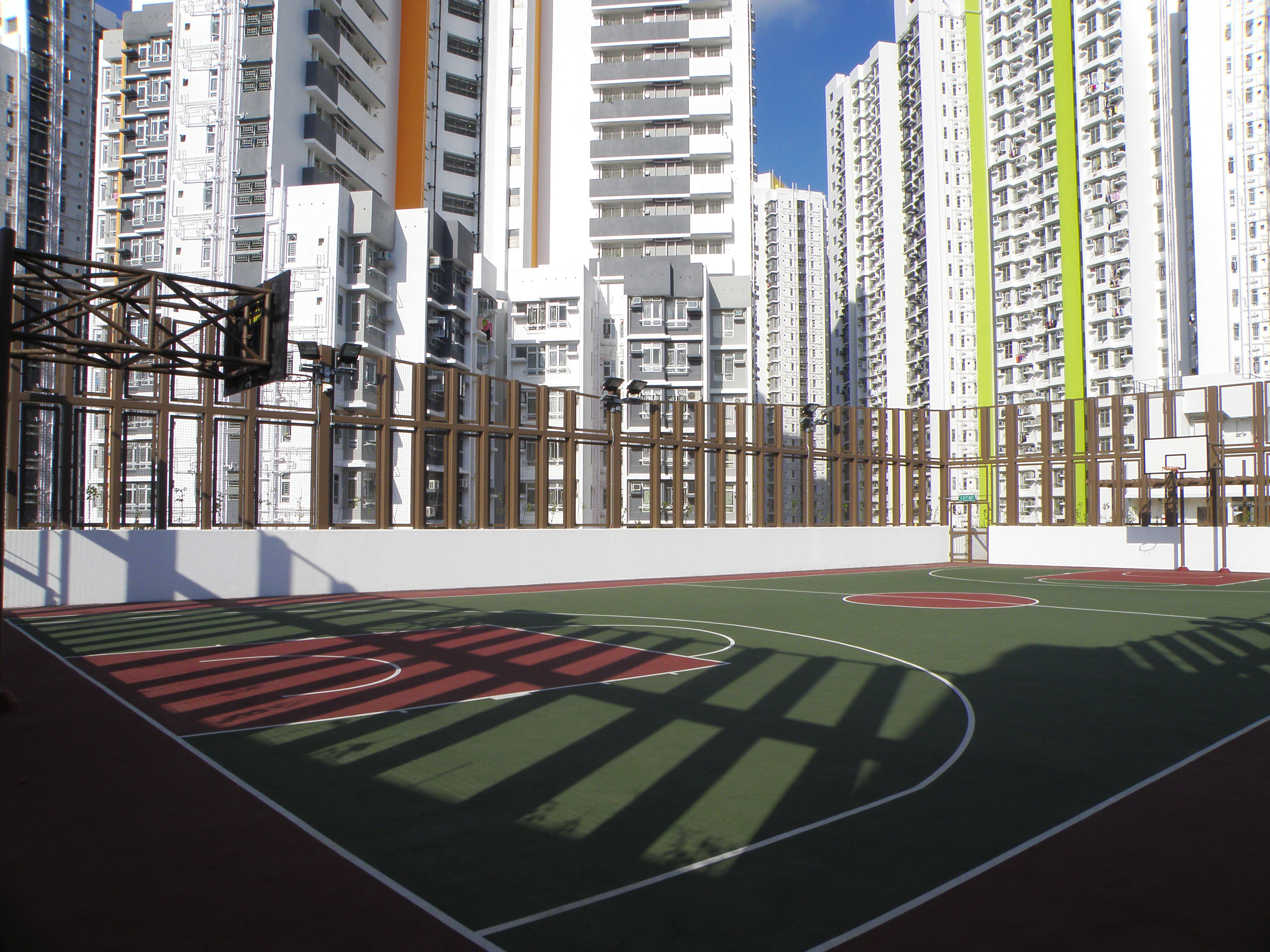
籃球場

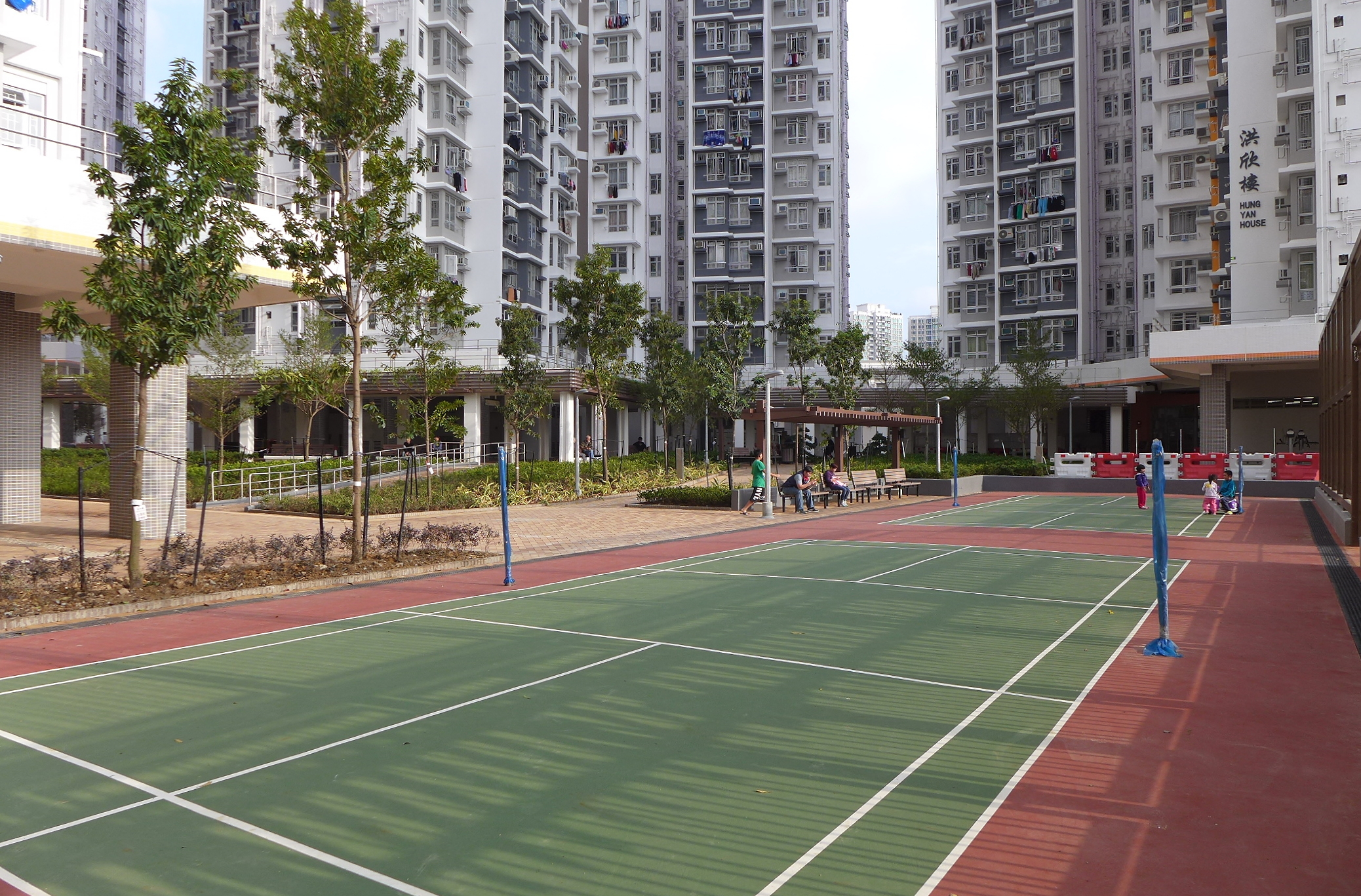
羽毛球場

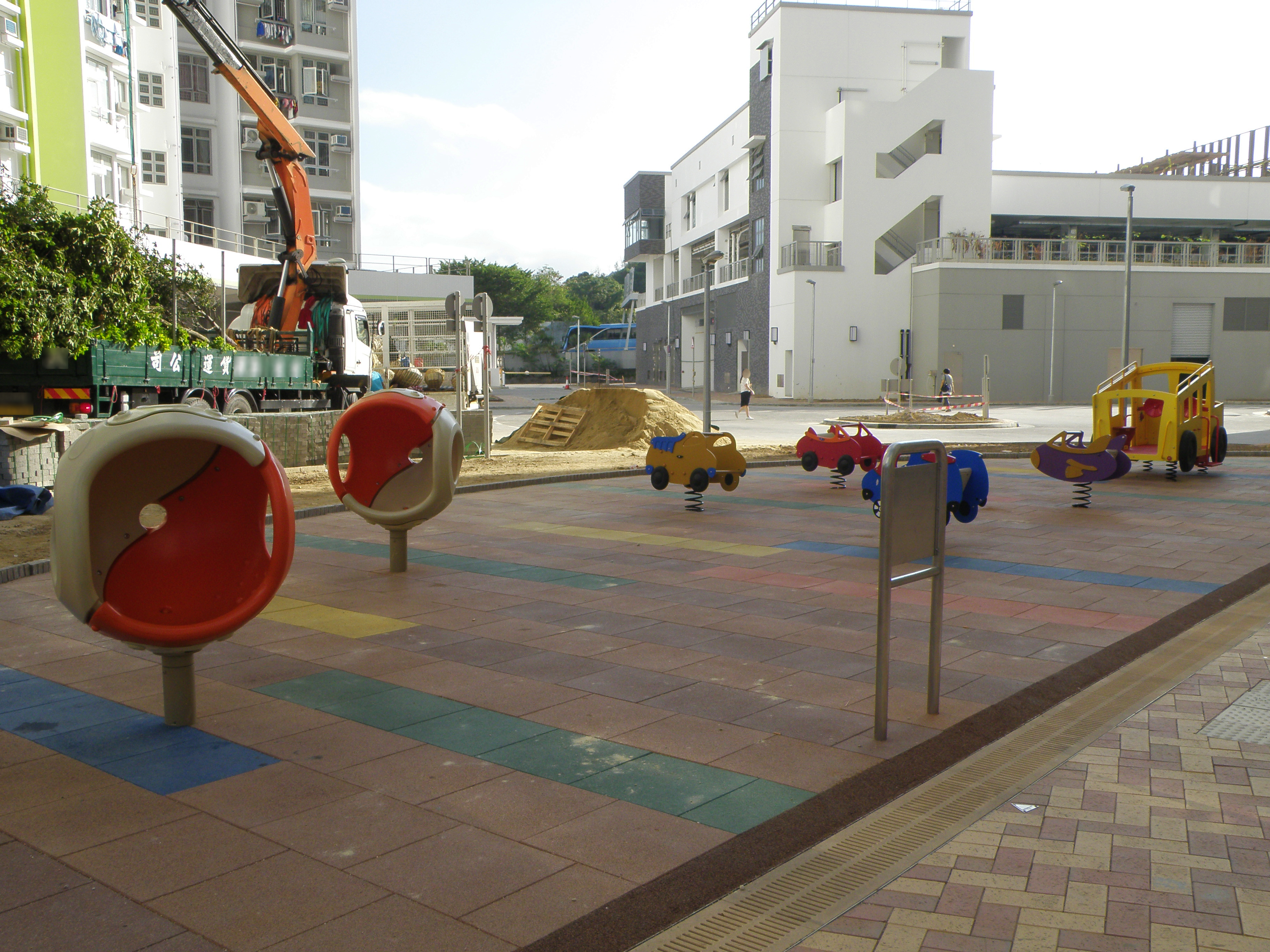
兒童遊樂場（1）

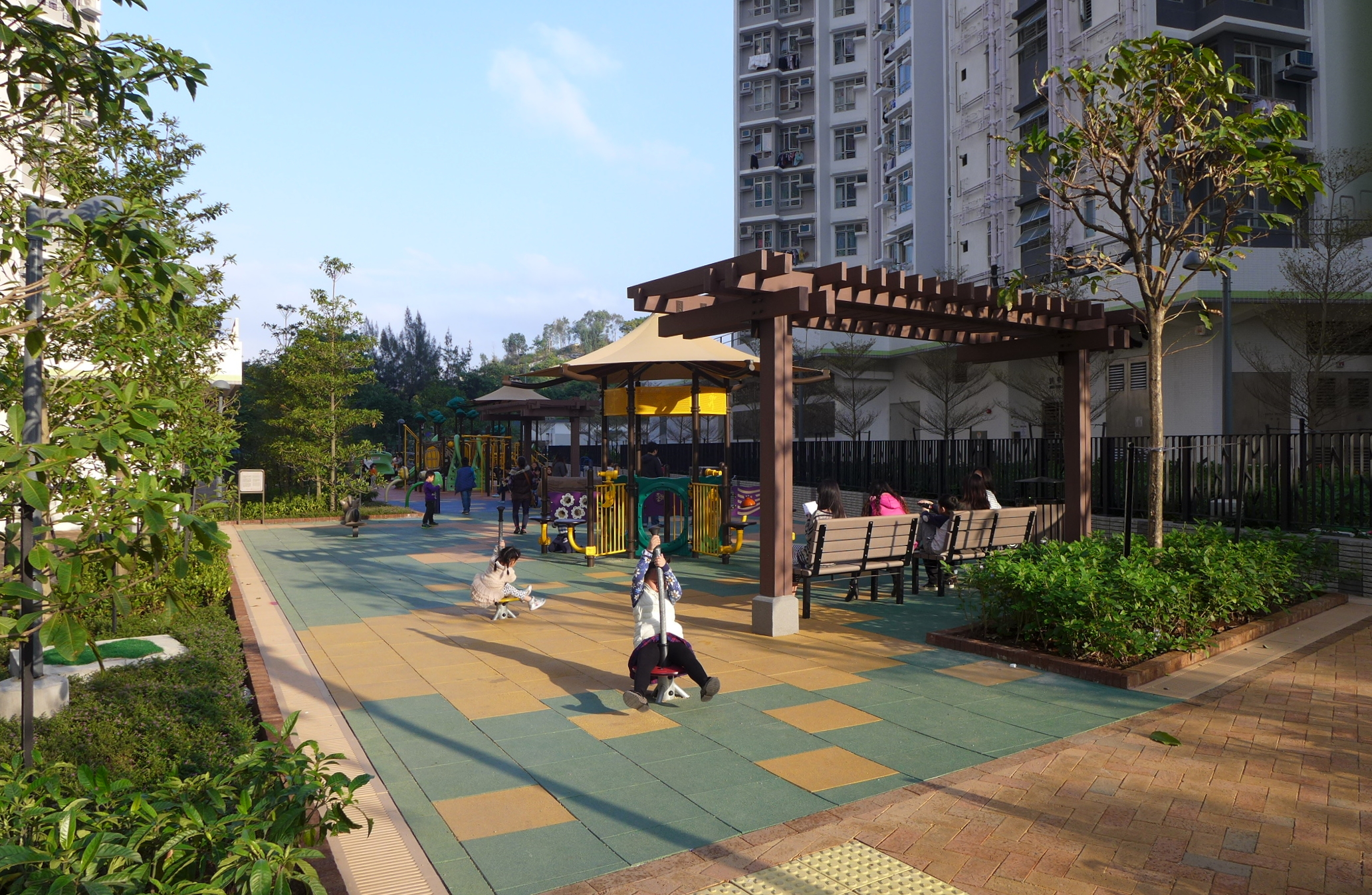
兒童遊樂場（2）

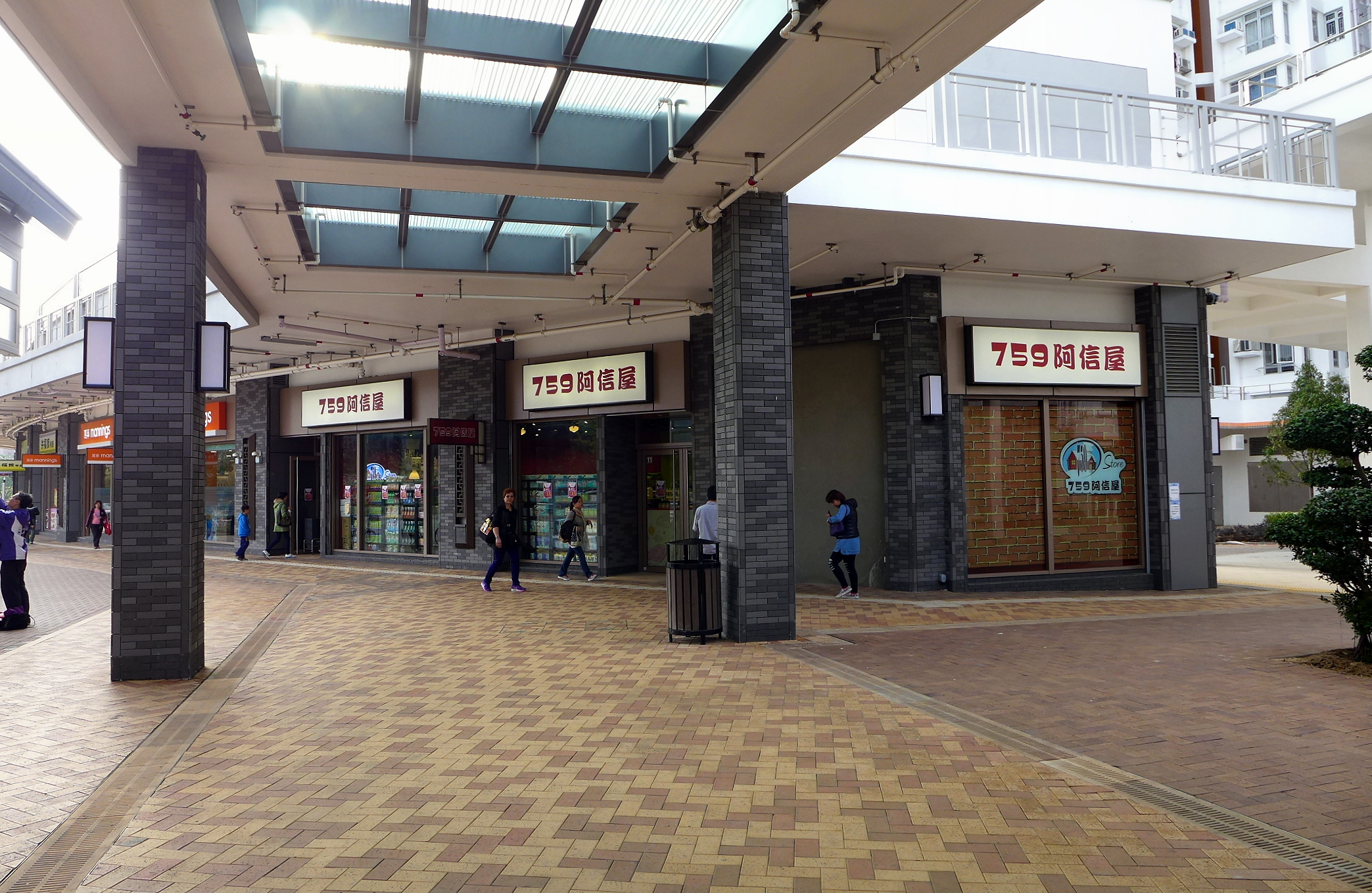
洪福商場

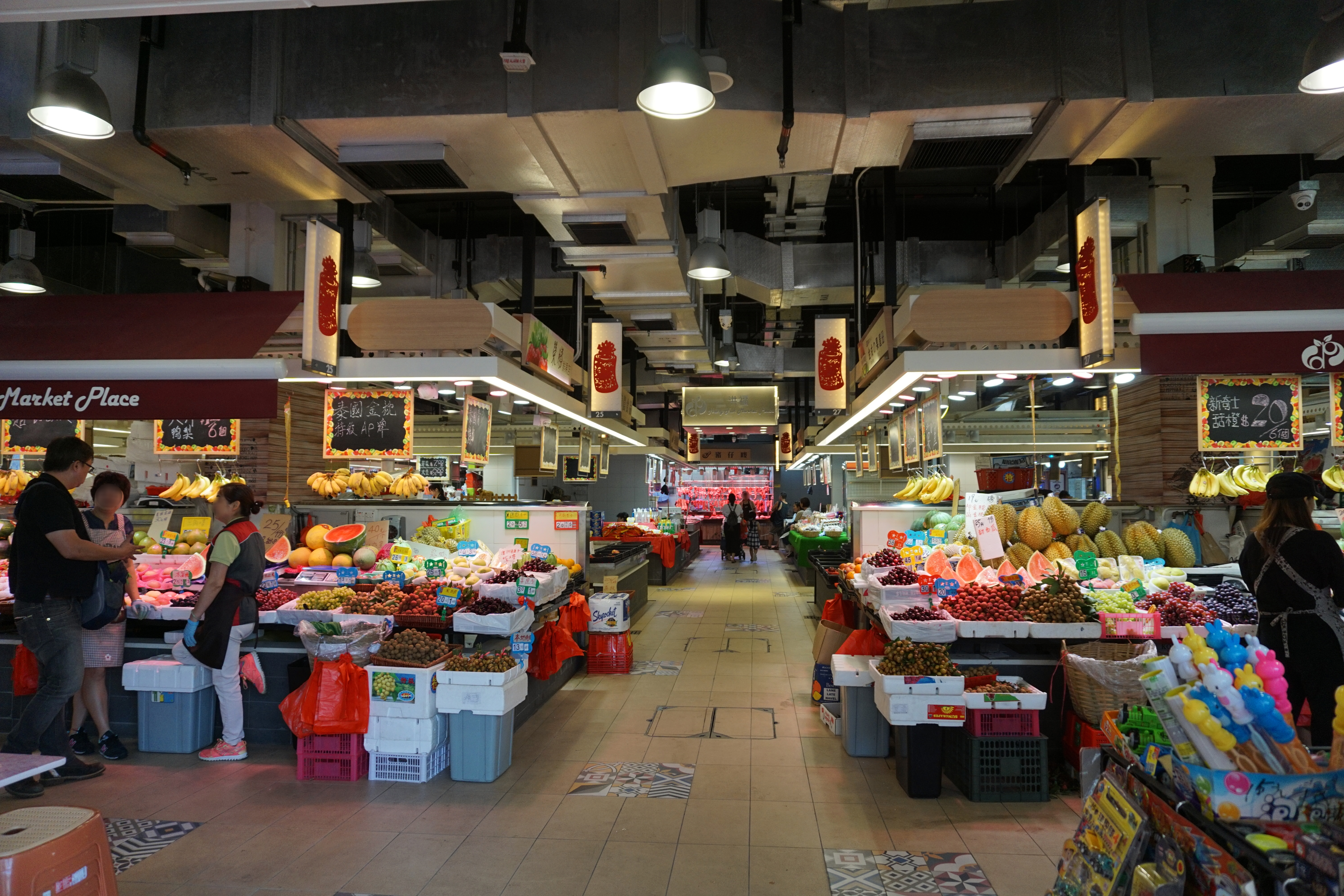
啟用後的洪福619街市

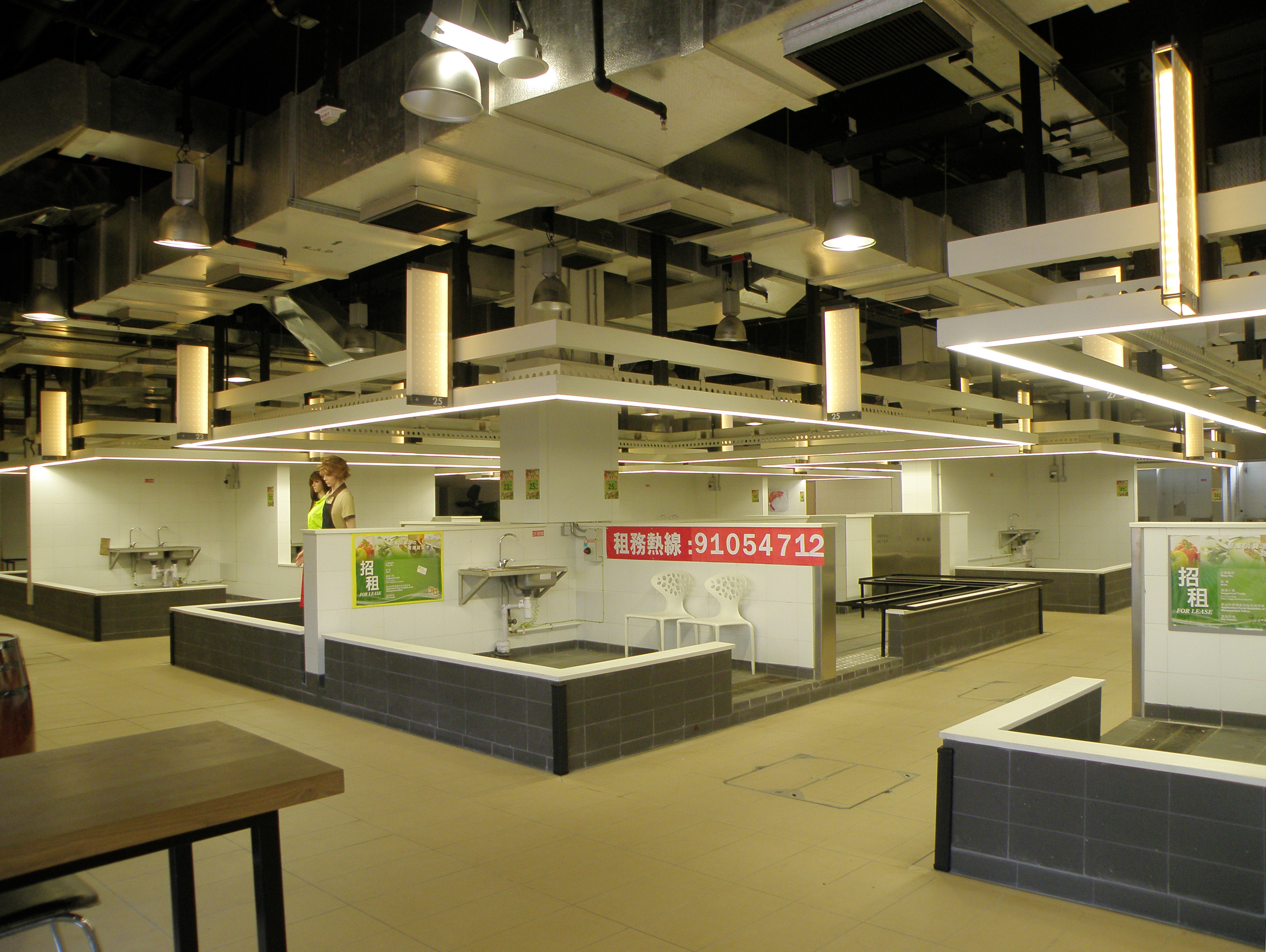
啟用前的洪福619街市

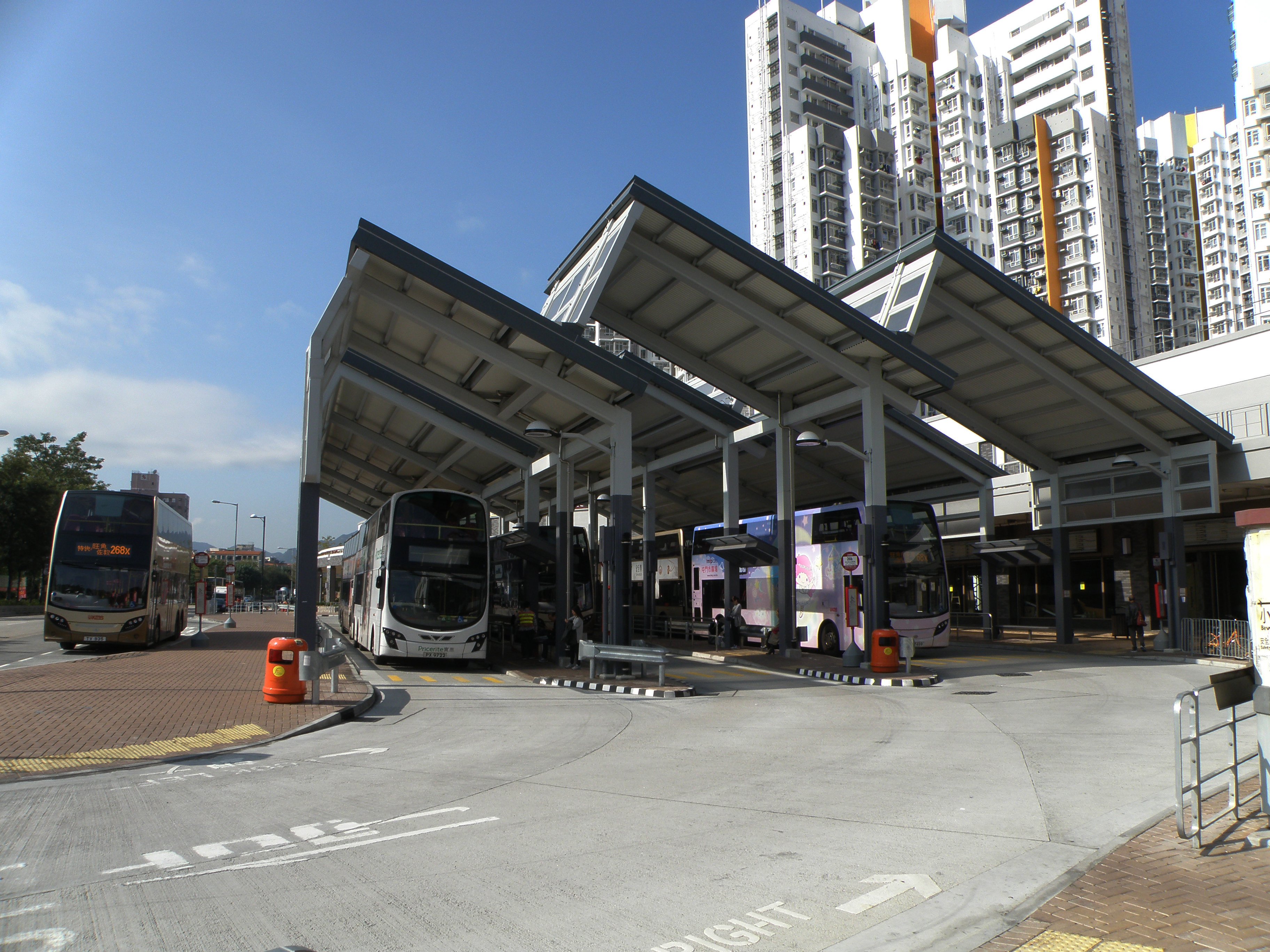
洪福邨公共運輸交匯處

| 樓宇名稱（座號） | 樓宇類型                    | 落成年份 | 層數 | 每層伙數 | 單位總數（伙） | 建築師                                                         | 承建商             | 提供升降機的廠商 | 期數 |
| ---------------- | --------------------------- | -------- | ---- | -------- | -------------- | -------------------------------------------------------------- | ------------------ | ---------------- | ---- |
| 洪欣樓（第1座）  | 非標準設計大廈 （十字型）   | 2015年   | 16   | 24       | 384            | 房屋署總建築師（3）、 劉榮廣伍振民建築師事務所（香港）有限公司 | 新昌營造廠有限公司 | 蒂森克虜伯       | 1    |
| 洪歡樓（第2座）  | 非標準設計大廈 （十字長型） | 2015年   | 24   | 30       | 688            | 房屋署總建築師（3）、 劉榮廣伍振民建築師事務所（香港）有限公司 | 新昌營造廠有限公司 | 蒂森克虜伯       | 1    |
| 洪喜樓（第3座）  | 非標準設計大廈 （十字型）   | 2015年   | 21   | 24       | 472            | 房屋署總建築師（3）、 劉榮廣伍振民建築師事務所（香港）有限公司 | 新昌營造廠有限公司 | 蒂森克虜伯       | 1    |
| 洪樂樓（第4座）  | 非標準設計大廈 （十字長型） | 2015年   | 24   | 28       | 553            | 房屋署總建築師（3）、 興業建築師有限公司                       | 新昌營造廠有限公司 | 蒂森克虜伯       | 2    |
| 洪塱樓（第5座）  | 非標準設計大廈 （長型）     | 2015年   | 24   | 20       | 469            | 房屋署總建築師（3）、 劉榮廣伍振民建築師事務所（香港）有限公司 | 有利建築有限公司   | 通力             | 3    |
| 洪溢樓（第6座）  | 非標準設計大廈 （長型）     | 2015年   | 24   | 22       | 515            | 房屋署總建築師（3）、 劉榮廣伍振民建築師事務所（香港）有限公司 | 有利建築有限公司   | 通力             | 3    |
| 洪悅樓（第7座）  | 非標準設計大廈 （長型）     | 2015年   | 24   | 19       | 452            | 房屋署總建築師（3）、 劉榮廣伍振民建築師事務所（香港）有限公司 | 有利建築有限公司   | 通力             | 3    |
| 洪昌樓（第8座）  | 非標準設計大廈 （十字長型） | 2015年   | 24   | 30       | 716            | 房屋署總建築師（3）、 劉榮廣伍振民建築師事務所（香港）有限公司 | 有利建築有限公司   | 通力             | 3    |
| 洪盛樓（第9座）  | 非標準設計大廈 （十字長型） | 2015年   | 24   | 28       | 656            | 房屋署總建築師（3）、 劉榮廣伍振民建築師事務所（香港）有限公司 | 有利建築有限公司   | 通力             | 3    |

## 設施
屋邨設有多元化設施，包括綠草坪、羽毛球場、兩個籃球場、三個兒童遊樂場、單車樂園、綠野緩步徑、休閒天地及乒乓球臺等。而部份大廈地面設健身站、休閒天地、知識廊、文化天地及洗手間。
其他設施：
- 屋邨辦事處︰洪歡樓地下
- 香港青年協會洪水橋青年空間（页面存档备份，存于）︰洪溢樓地下
- 保良局郭羅桂珍幼稚園︰洪塱樓地下
- 新界婦孺福利會柏雨長者鄰舍中心 （页面存档备份，存于）︰洪盛樓地下
- 東華三院中度弱智人士宿舍及綜合職業康復服務中心（页面存档备份，存于）︰洪福邨服務設施大樓2樓1號舖
- 停車場

已結業
- 梁德明議員辦事處：洪福邨洪欣樓地下G01[6]
- 陳樹暉議員辦事處：洪福邨洪欣樓地下G01 [7]

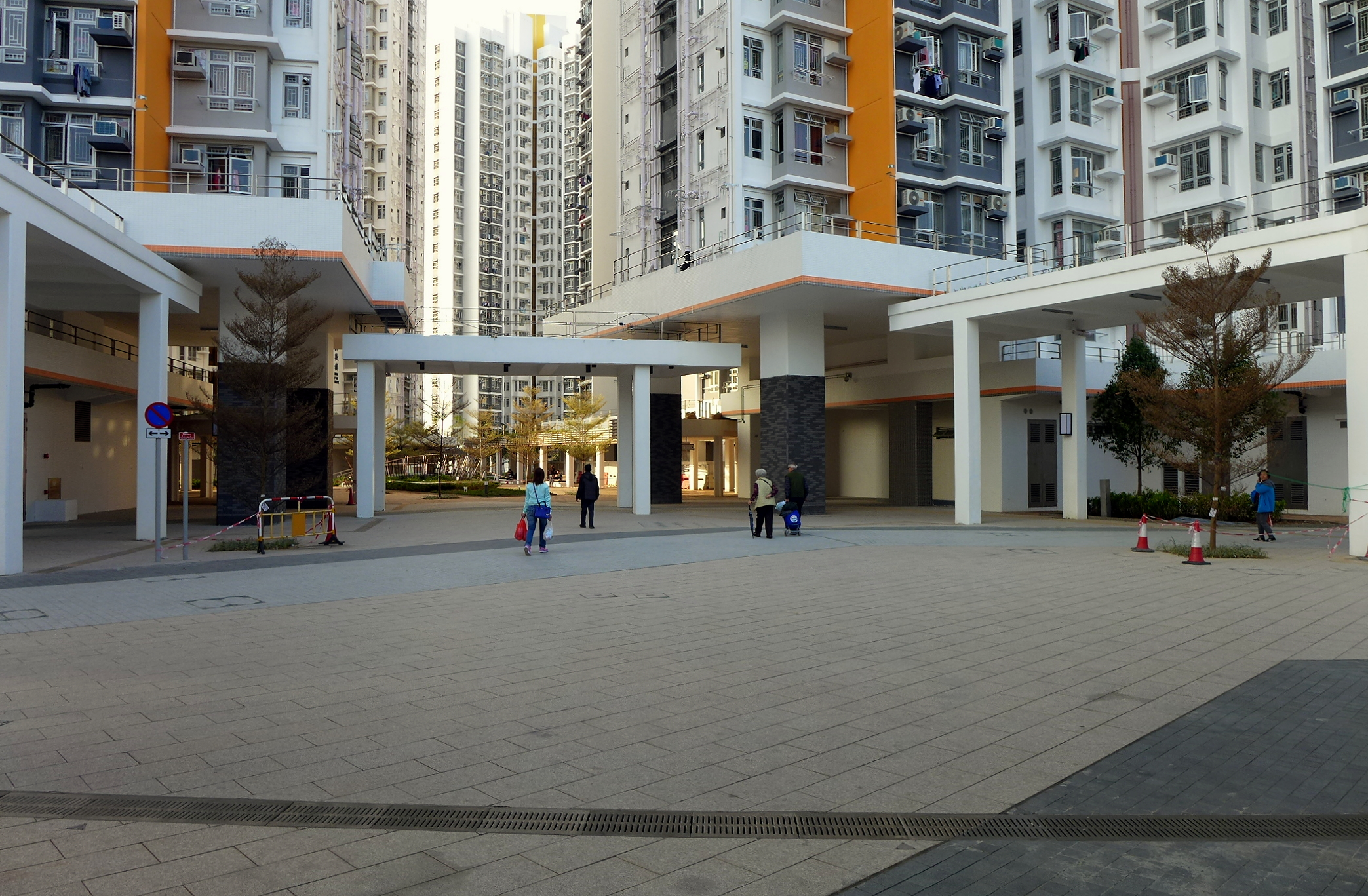
入口廣場
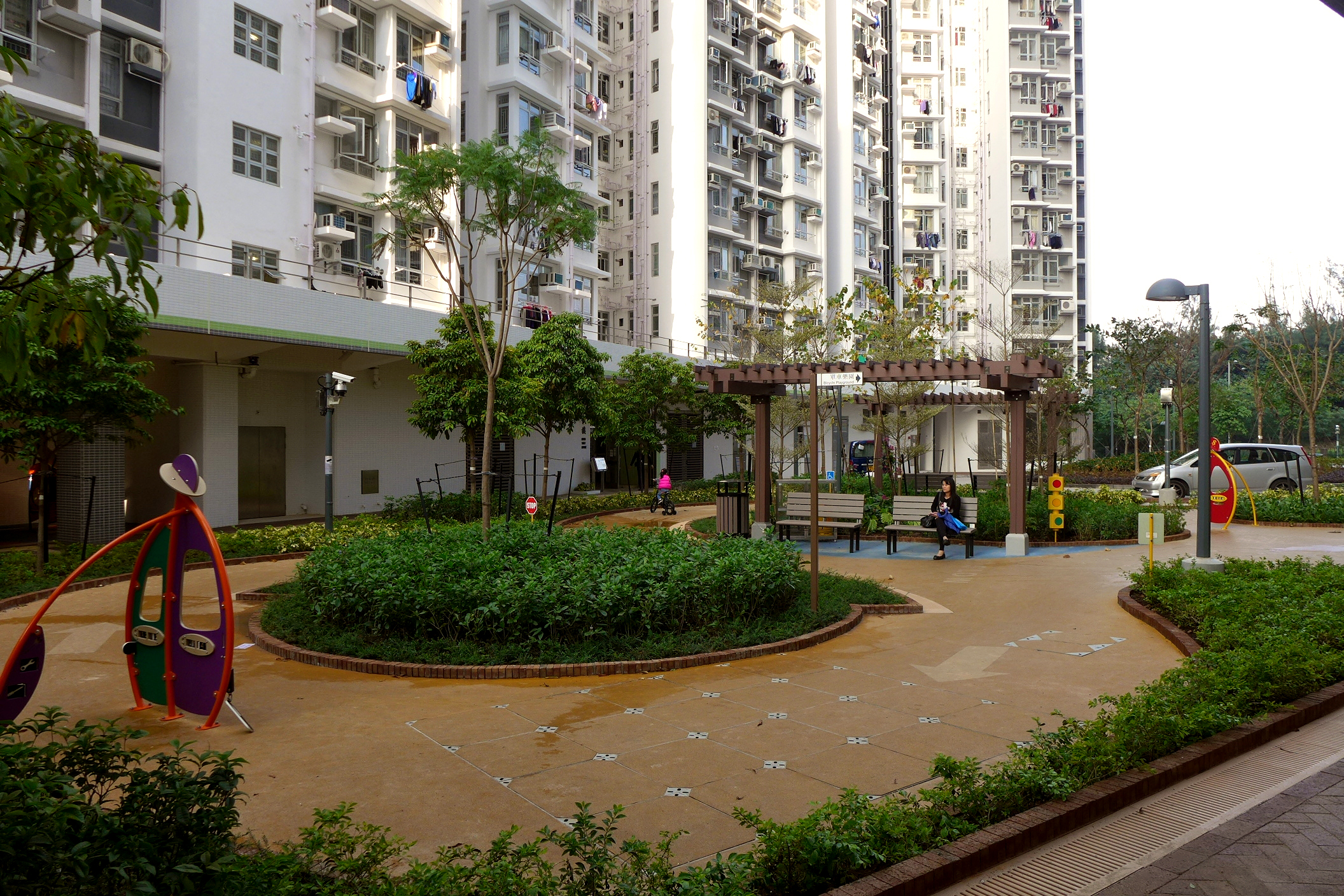
單車樂園
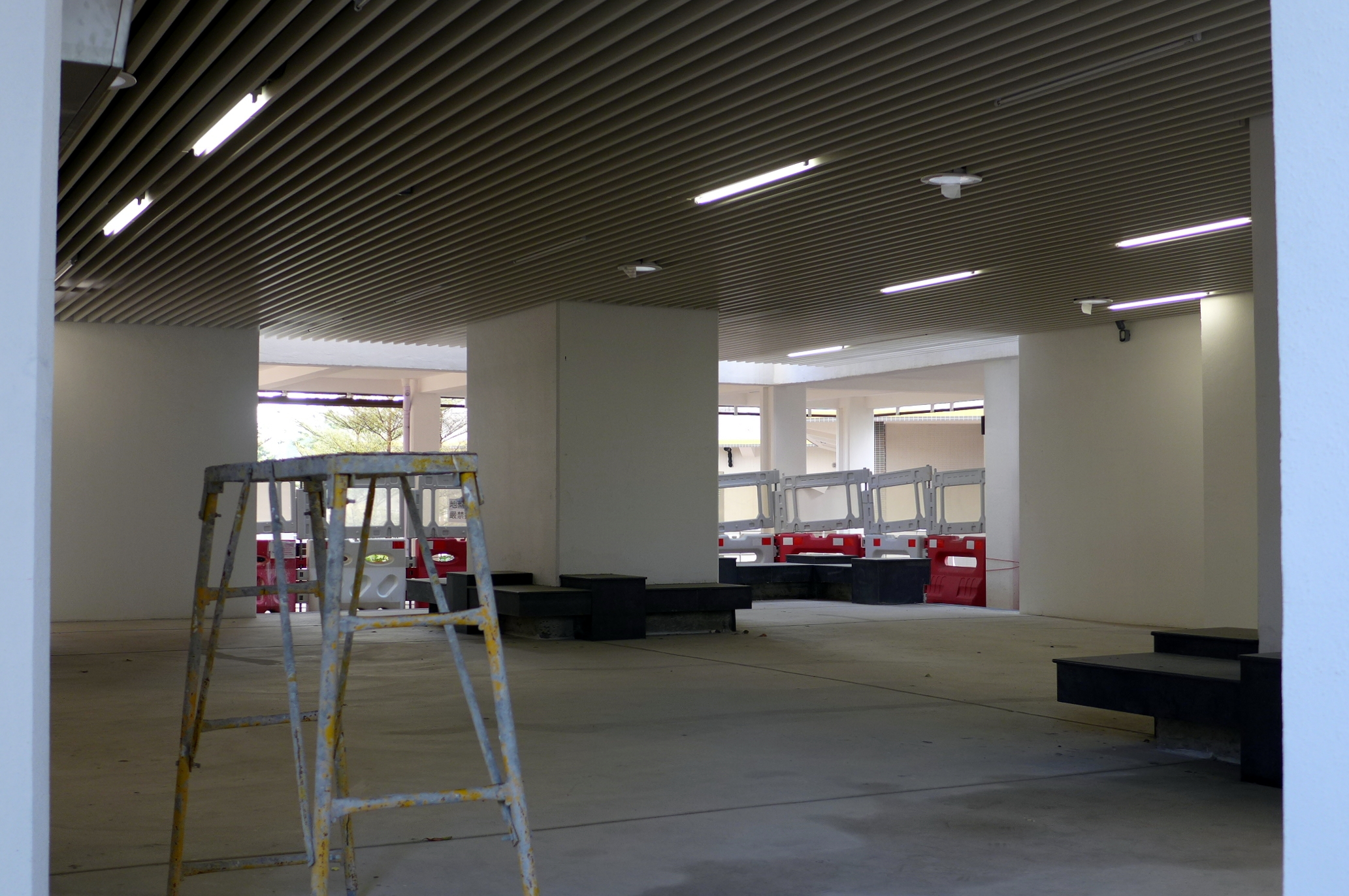
興建中的休閒天地
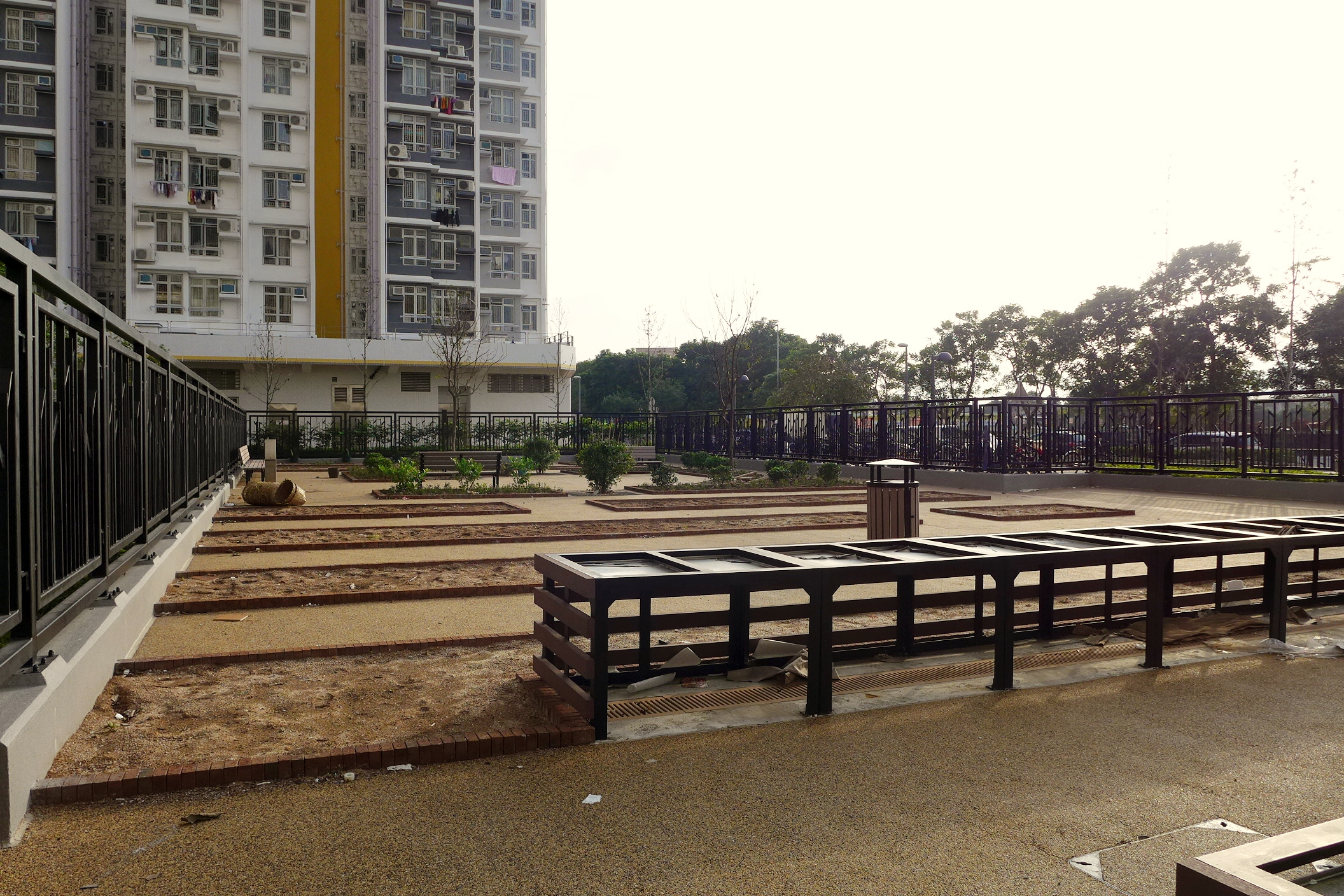
小農莊

## 演出活動
- Crystal c 張紋嘉（2019年）
- 布誌倫（2019年）

## 建築設計特色
洪福邨設計引入鄉郊特色和田園綠化，與附近環境融和。在設計佈局上，由東至西預留了通風廊，讓自然通風有效地在樓宇之間流過，同時讓區外的山林景致展現於邨內。
洪福邨綠化率達三成，提供超過1000平方米的休憩用地和休閒設施，包括兒童遊樂場、球場等。「知識廊」設於洪歡樓和洪盛樓之間，是一條提倡綠色生活和可持續發展概念的小徑；小徑沿途設有各種循環再用物料和太陽能裝置，把環保知識引進邨內。園林設計除了屋頂綠化和垂直綠化外，更包括綠野緩步徑、小農莊、綠草坪等，為居民提供各種休憩設施。園林也種植不同的本地樹木和植物，例如狼尾草。
為減低公路噪音對居民的影響，在服務設施大樓上安裝隔音屏障，而面向公路的住宅大樓則採用單向走廊設計，部份住宅大樓外牆更設有垂直隔音牆，以阻隔行車噪音。洪喜樓、洪樂樓、洪塱樓、洪溢樓及洪悅樓則採用開放式走廊，讓住宅單位走廊擁有足夠的陽光和新鮮的空氣。以上設計參照環評顧問的微氣候研究，而洪福邨整體的佈局和設計、日照和空氣流通方面的表現，皆令人滿意。
住宅大樓的外牆色調以白色為底色配以深灰和淺灰，以襯托邨內的綠化環境和設計。住宅樓翼分別選用黃、綠、橙和紫為主色，方便居民分辨方向，同時代表稻田在一年四季的不同色彩和風貌。
洪福邨榮獲由9間建築和建造界相關學會與機構合辦的2018年度優質建築大獎（QBA）中的「優質卓越大獎」，以表揚最佳質素的項目。

### 洪福商場
洪福商場於2015年6月隨著洪福邨開始入伙而啟用，正式開幕典禮於2016年7月10日舉行。商場以長廊式商店街作設計，設在洪福邨和田心路之間，提供14個商舖，租戶包括百佳超級市場、759阿信屋、萬寧、麥當勞、診所、藥房、OK便利店、日本城、補習中心及茶餐廳。商場亦設有一個整體承租街市，提供約45個檔位。商場總商用面積約3,400平方米。商場現由創毅物業服務顧問有限公司管理。

### 洪福619街市
房委會將洪福街市的管理外判予「好眼光有限公司」承辦，好眼光將洪福街市改稱「洪福619街市」，街市於2016年1月31日啟用。唯有多於一個商戶投訴承辦商收取高昂租金的同時卻未能帶動人流，而小商戶需與場內多個由承辦商旗下公司經營的店舖競爭，形容經營艱難。有附近居民則慨嘆貨品價格高，無奈「貴都要買」。

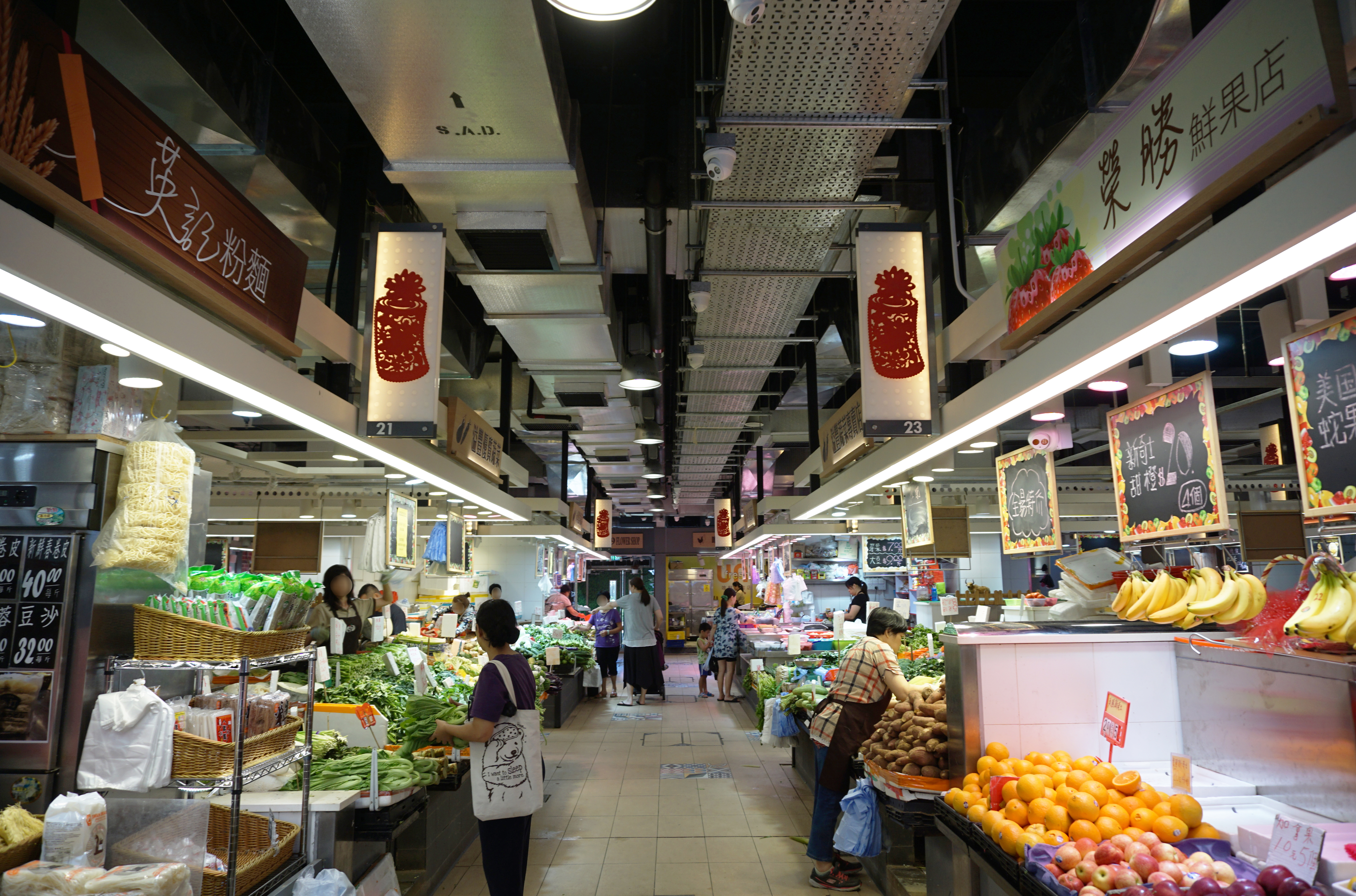
菜檔與水果店
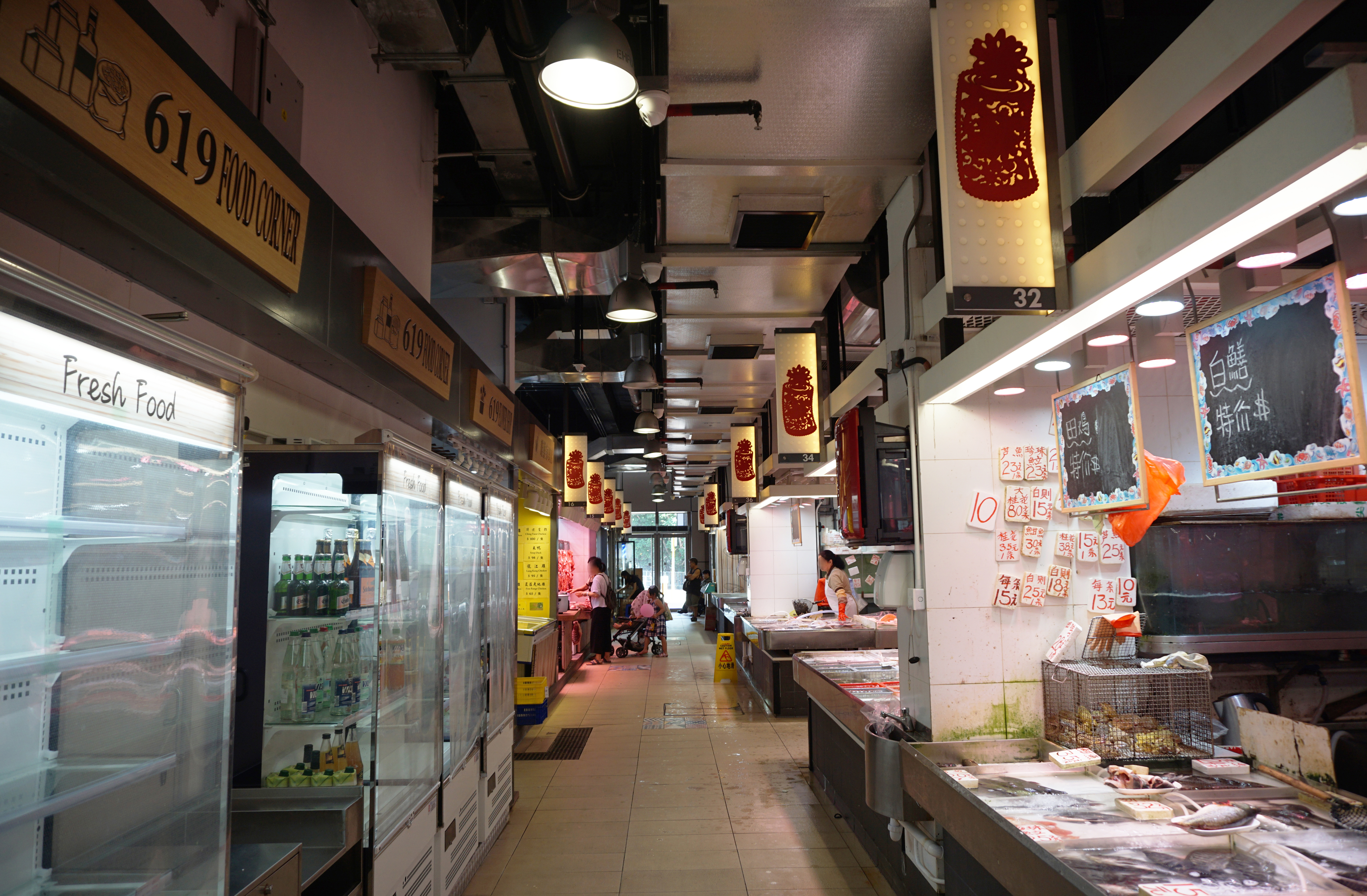
飲品與鮮魚店
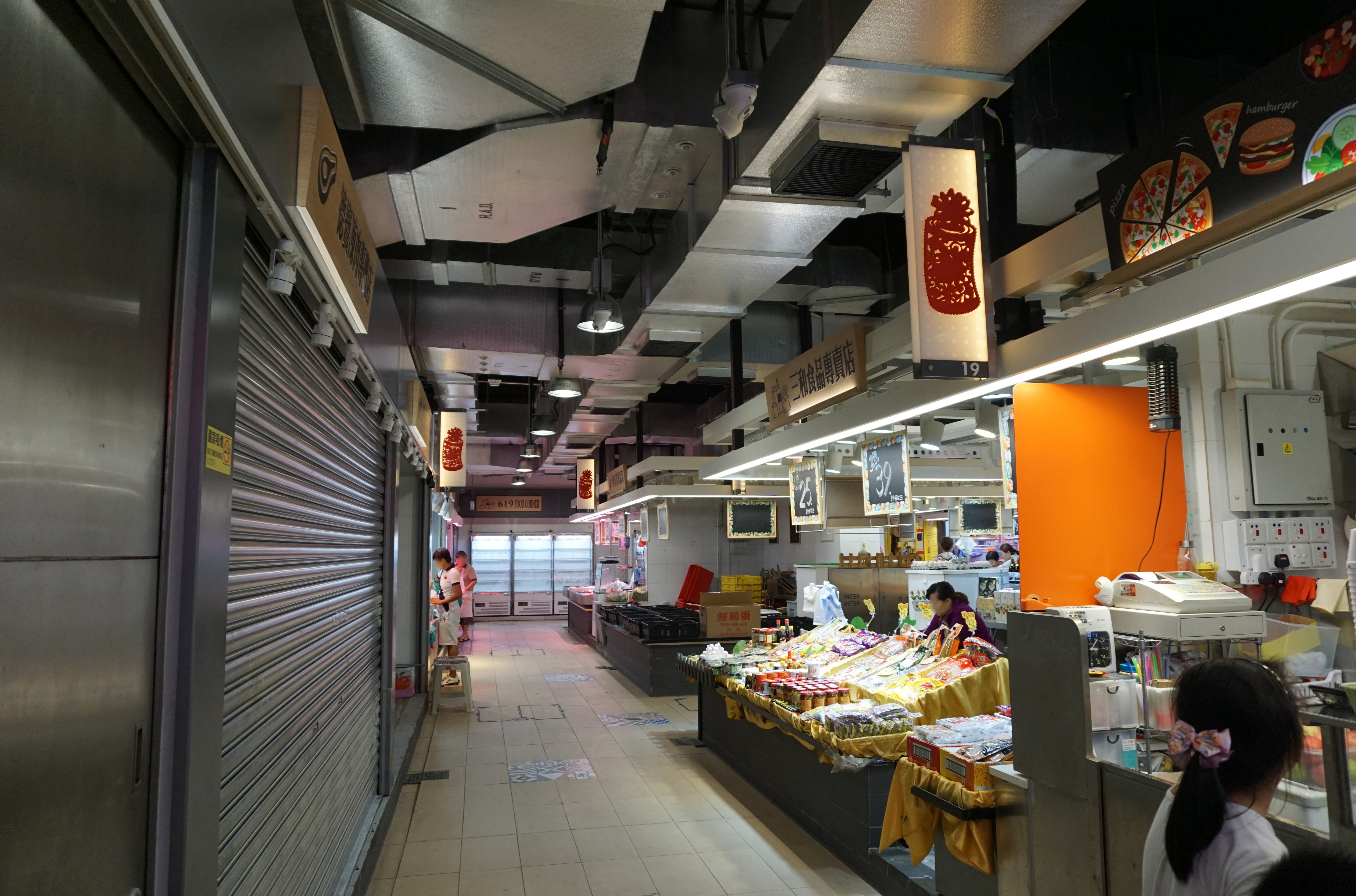
包裝食品店
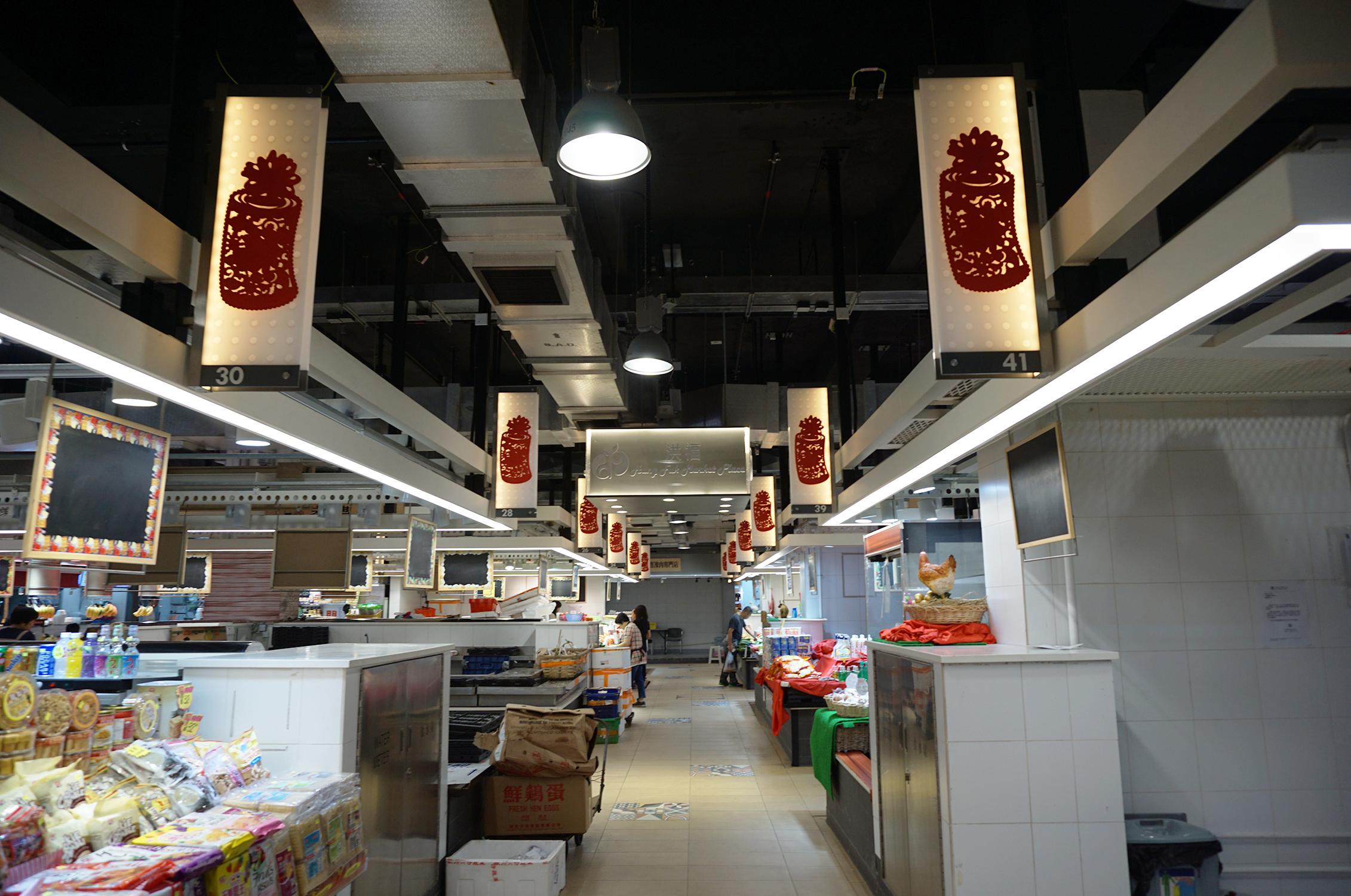
因人流不多，部份檔口暫不營業或仍未租出及作臨時攤檔之用

## 圖片集

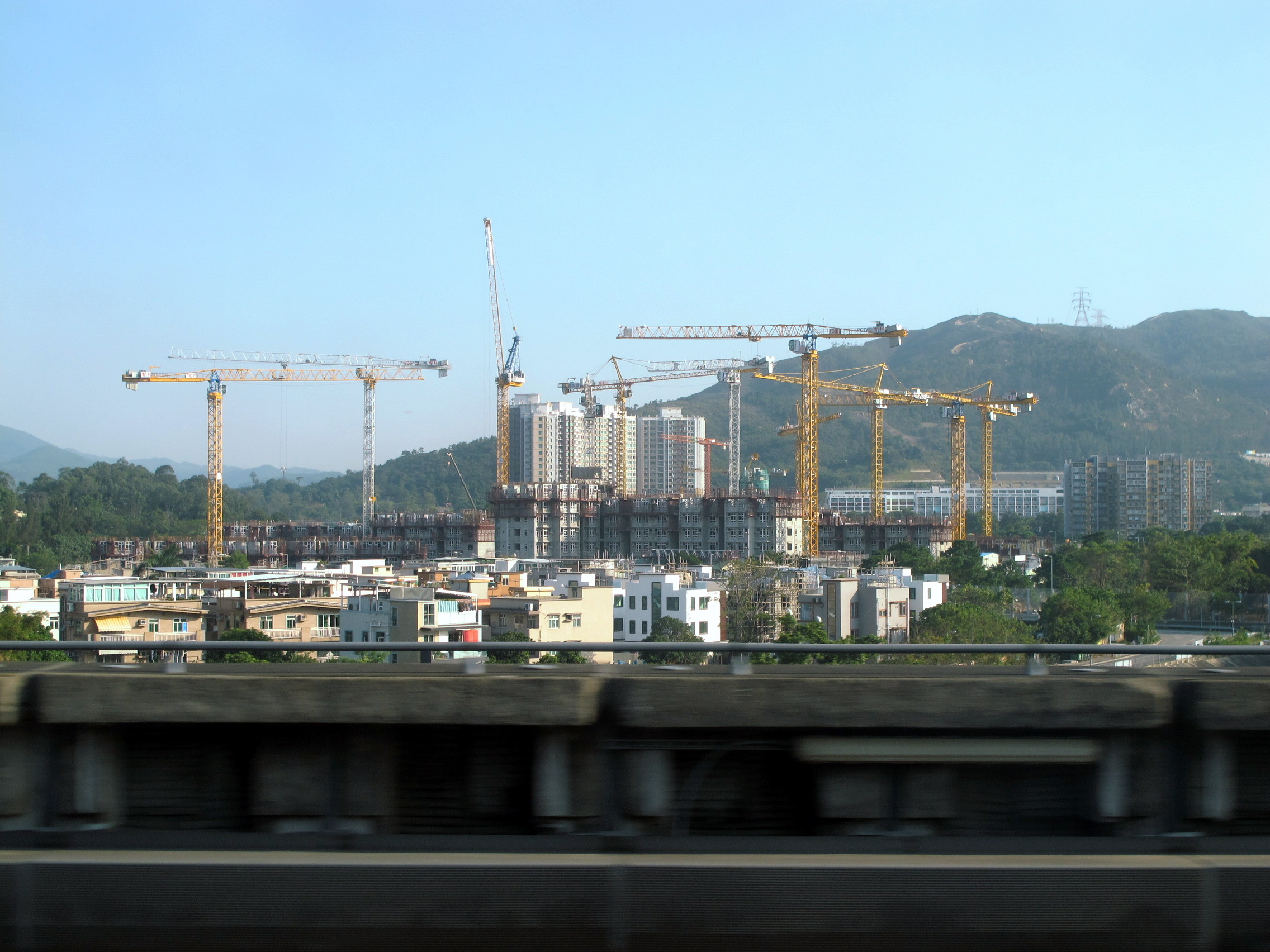
2013年11月
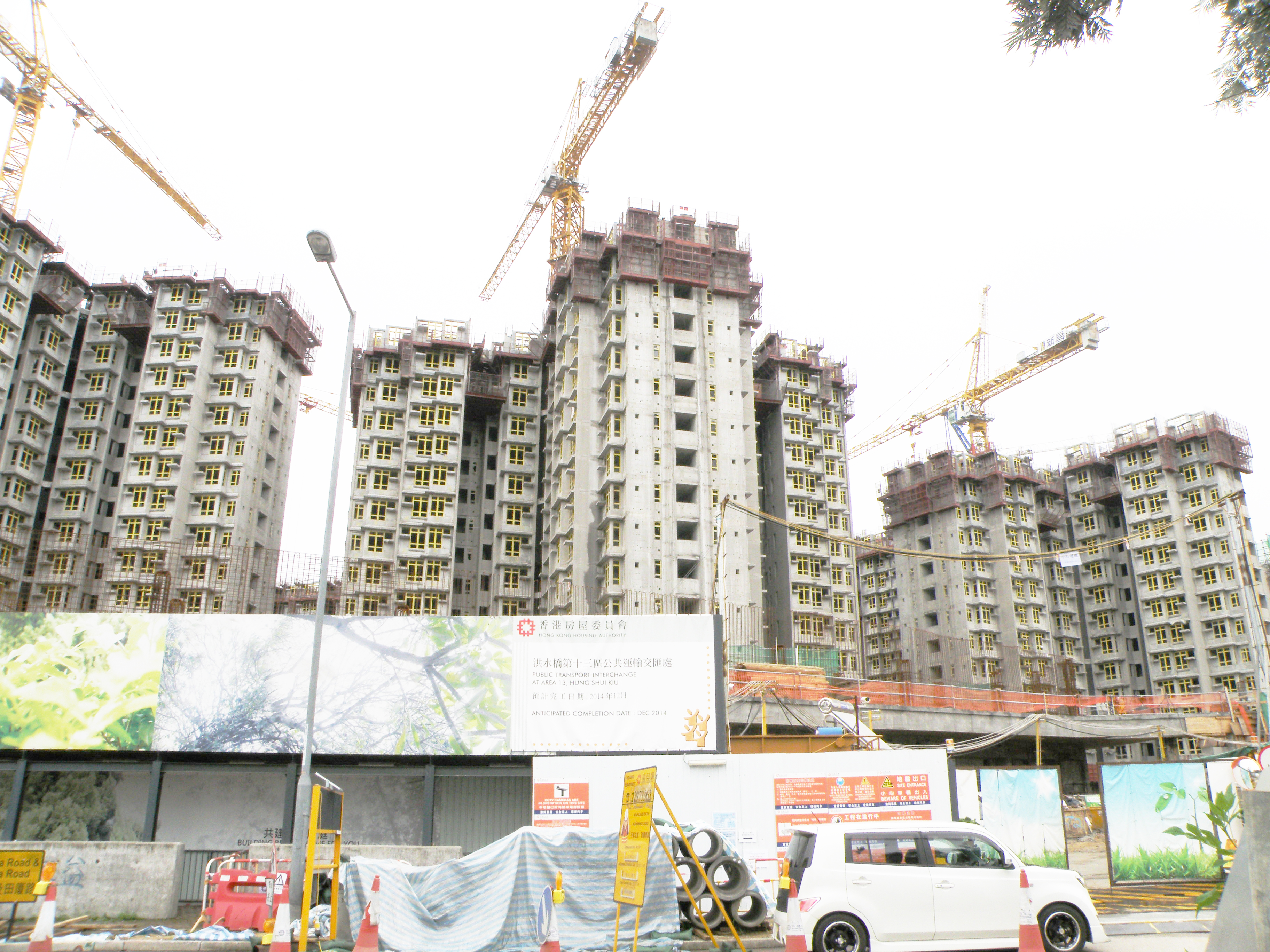
2014年5月
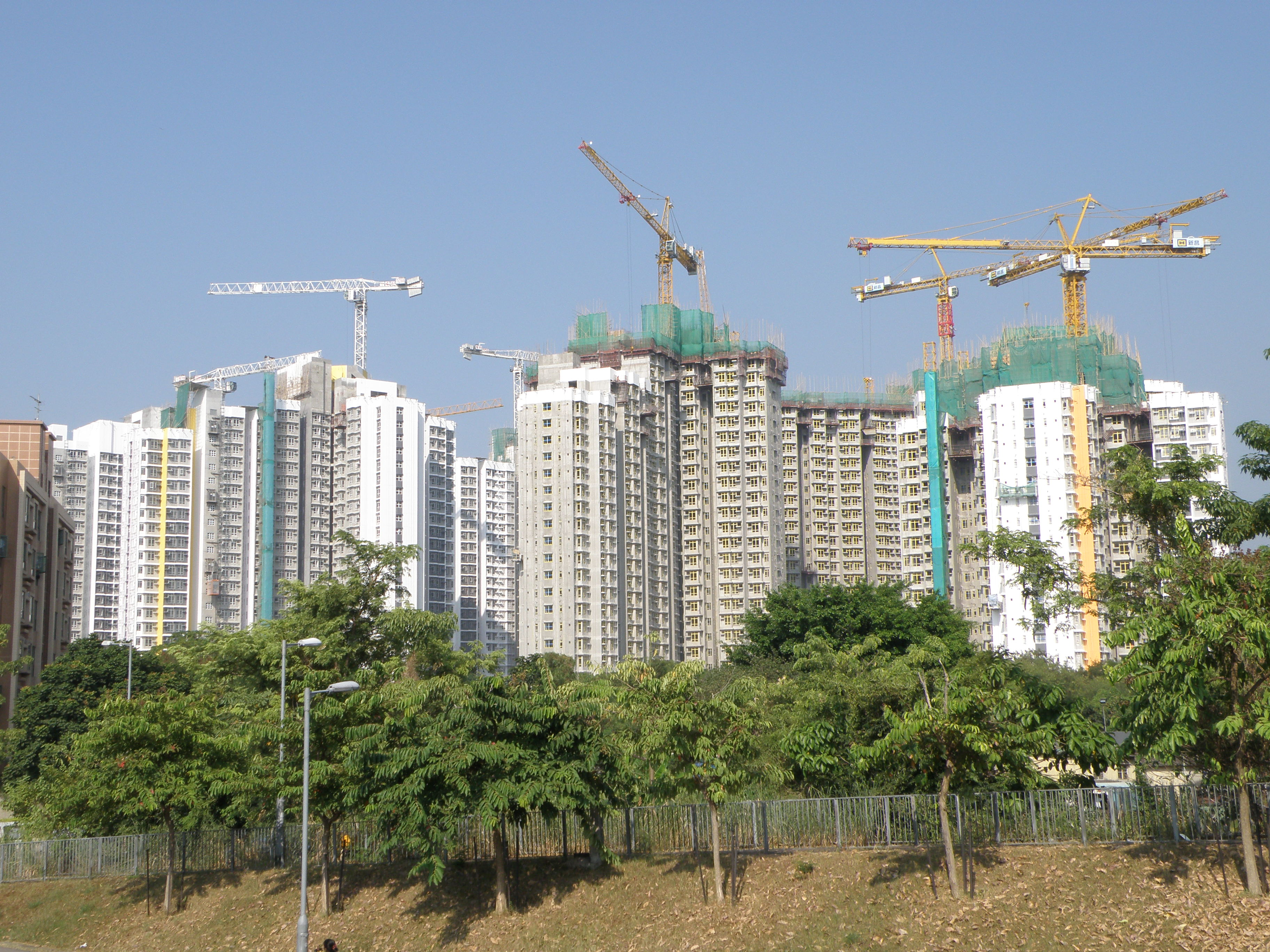
2014年10月
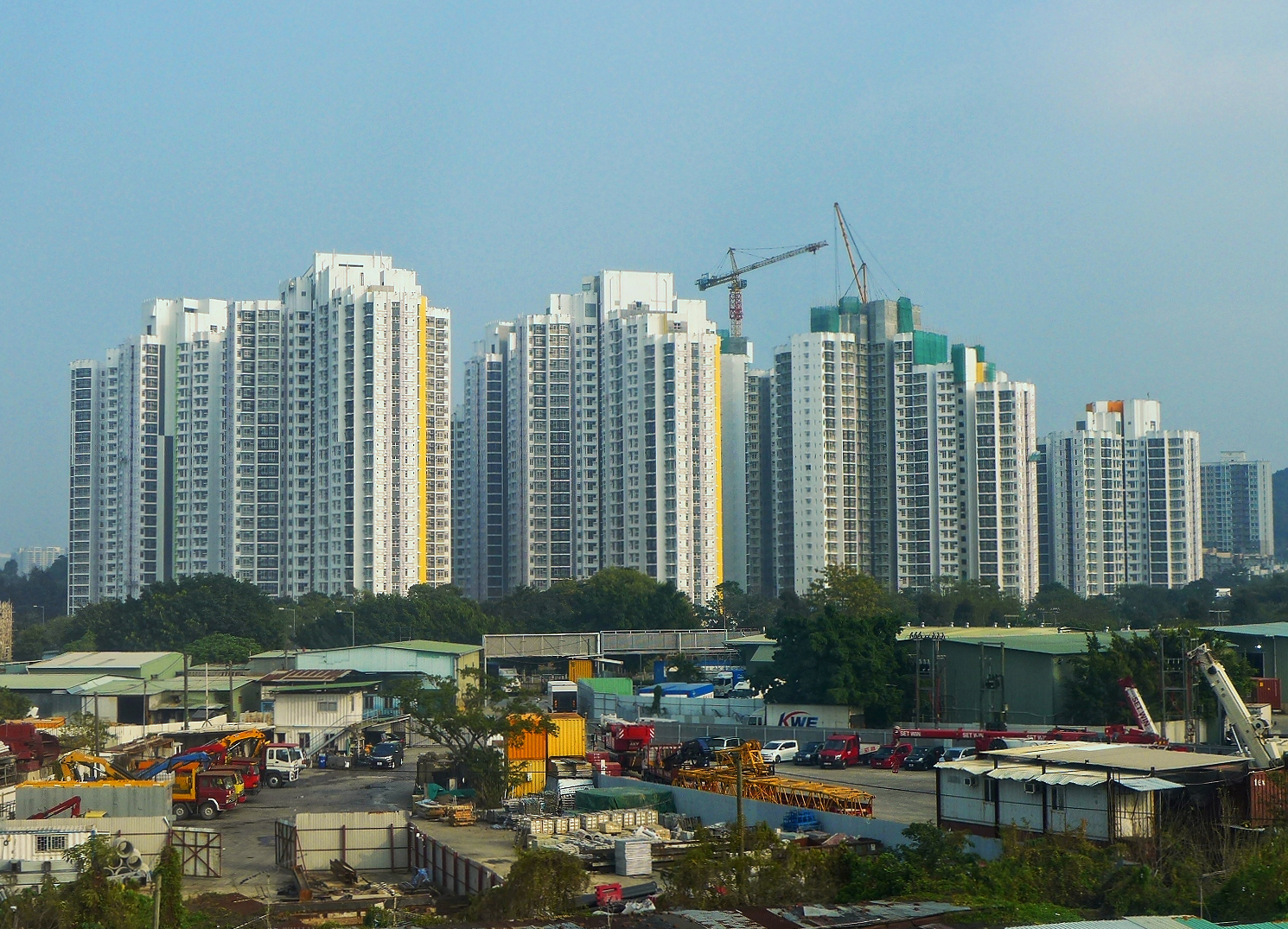
2015年1月
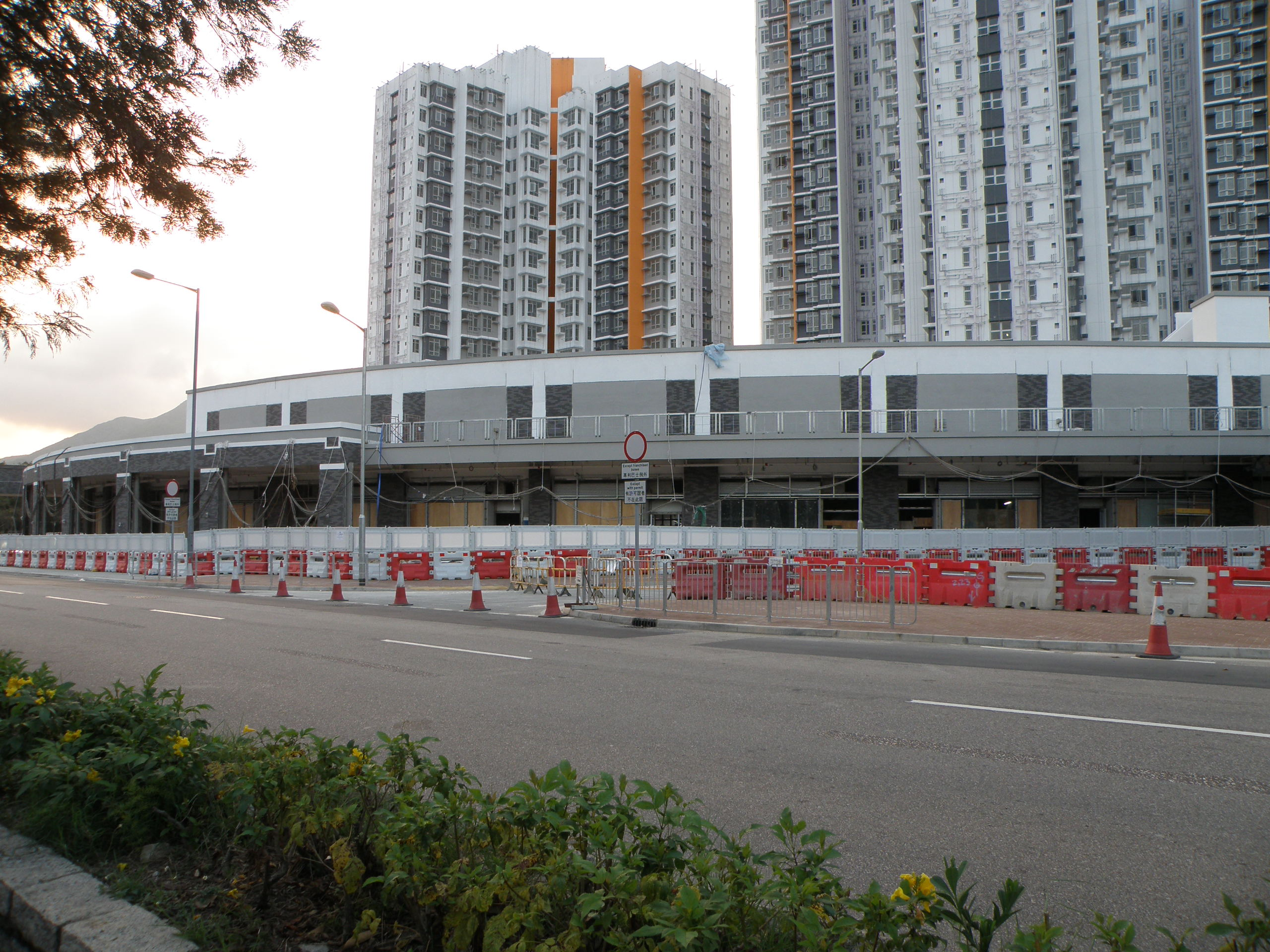
洪福商場（2015年2月）
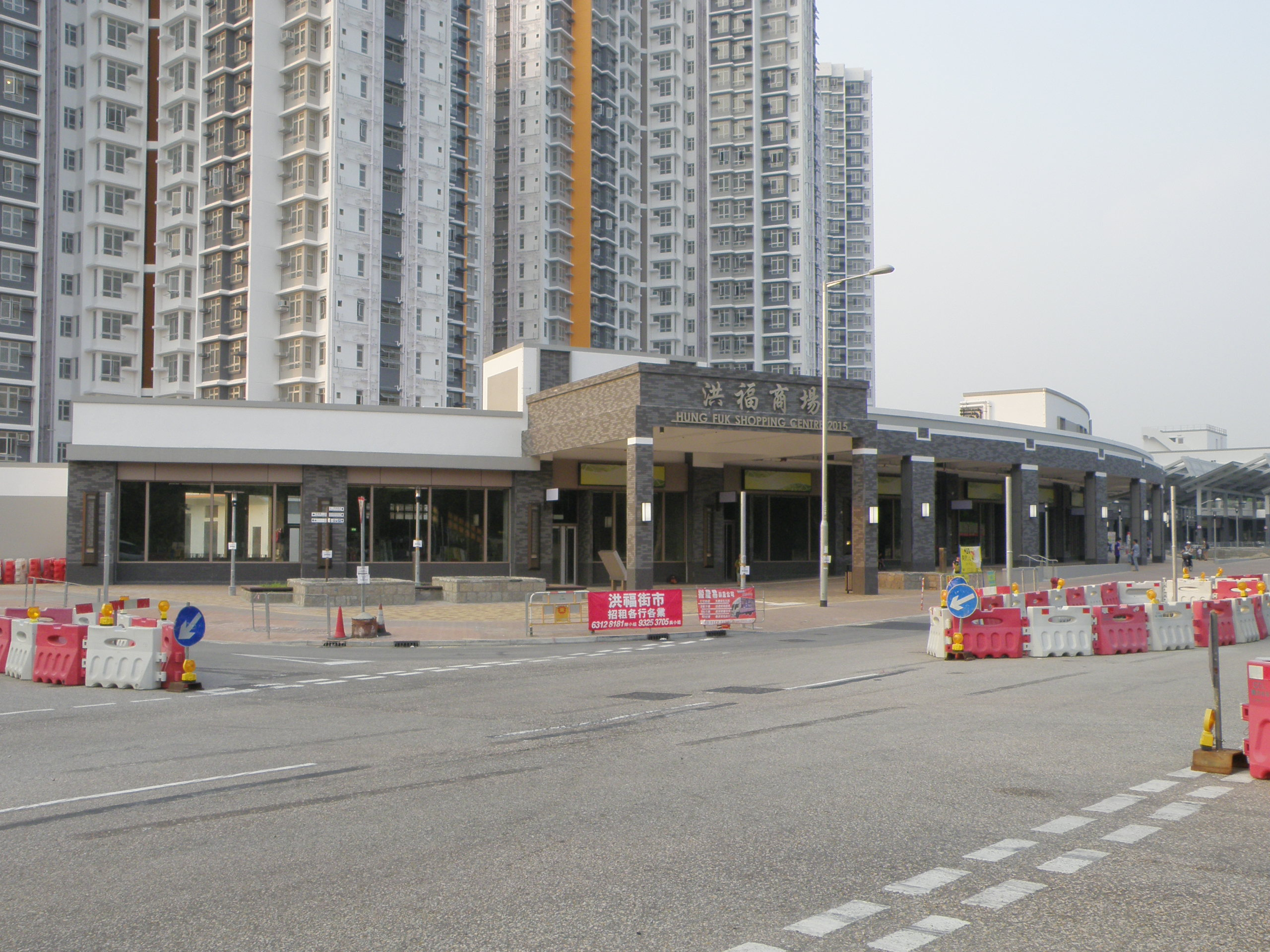
洪福商場（2015年8月）
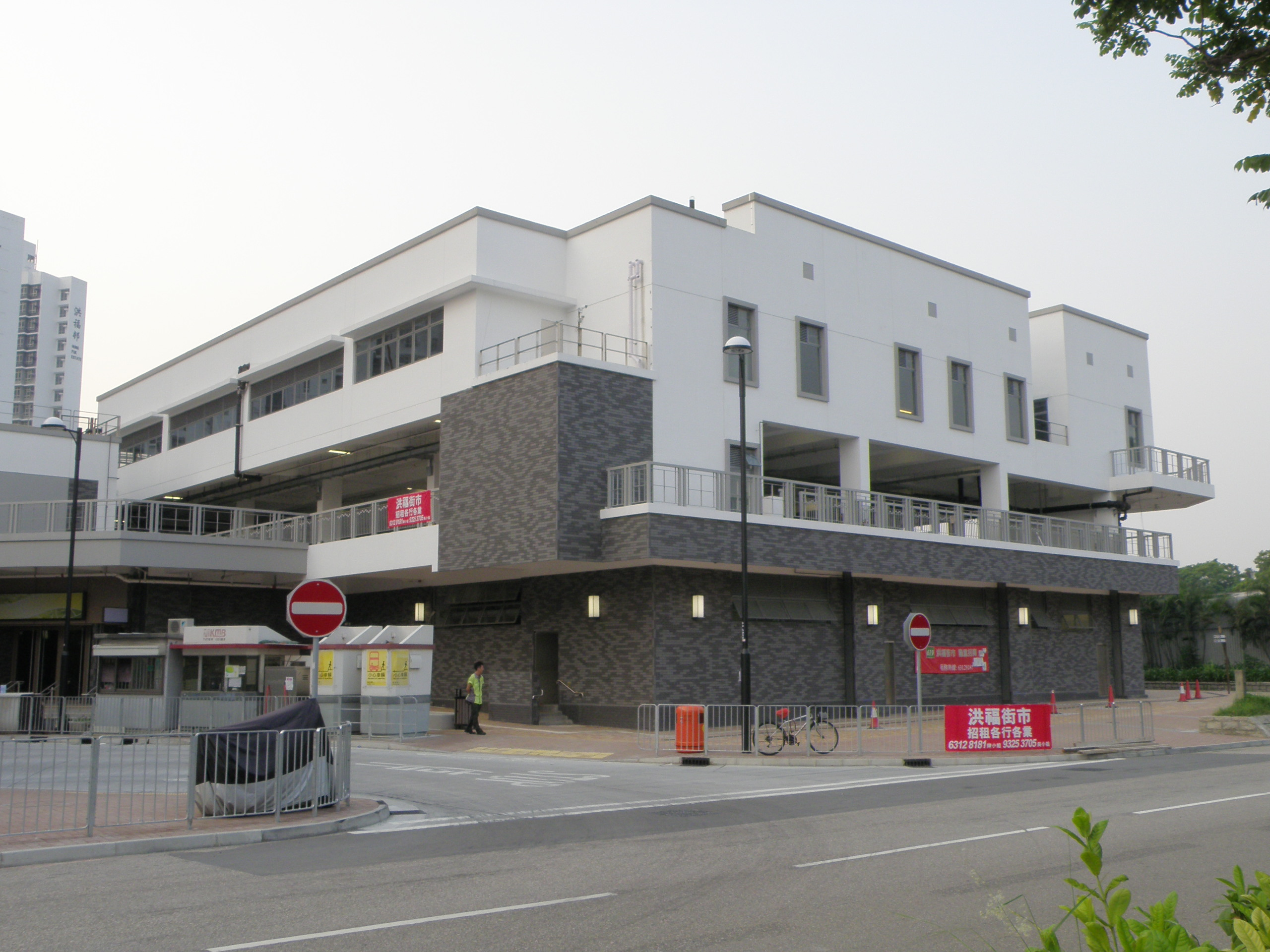
洪福街市外觀
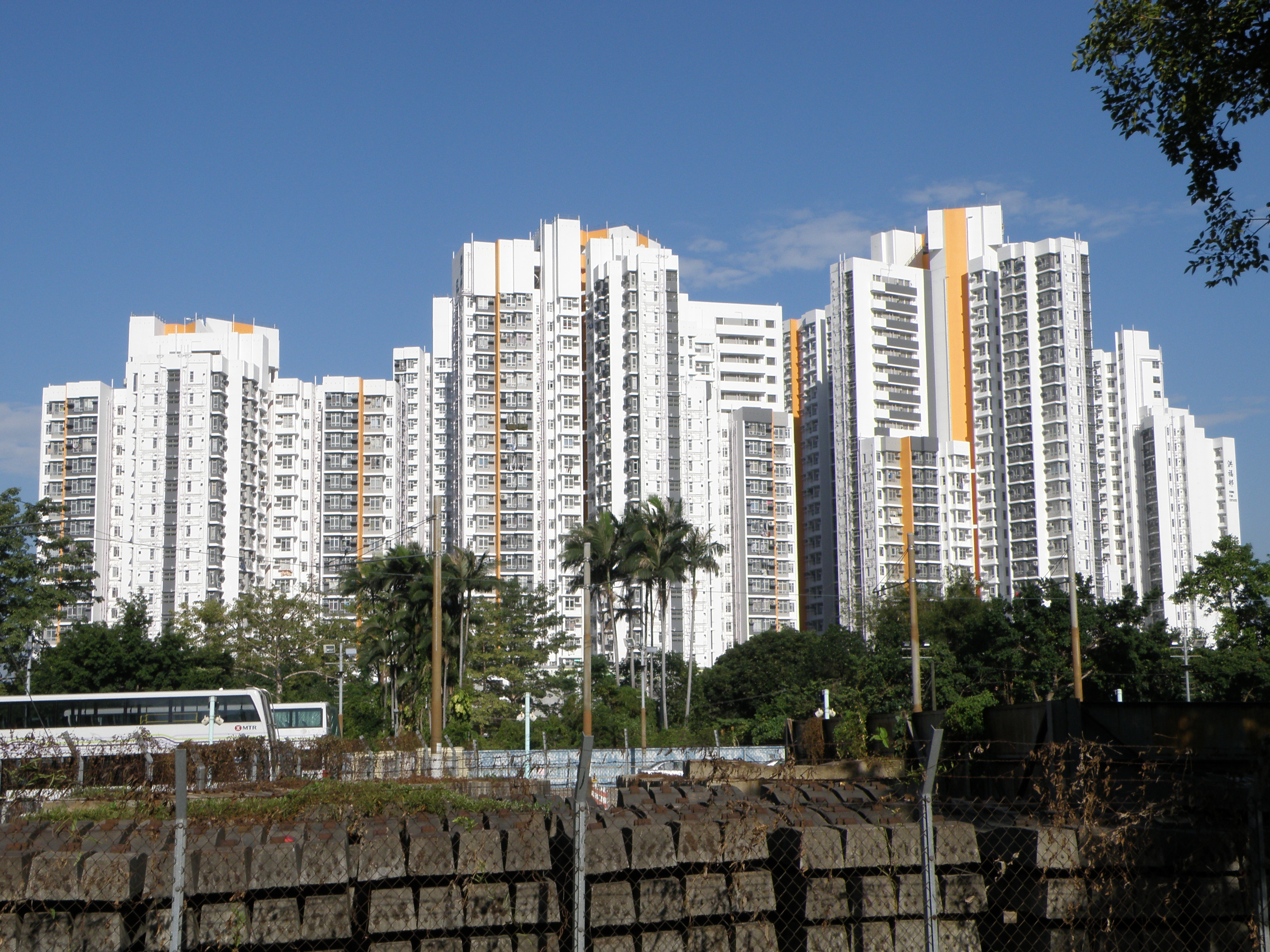
洪福邨東南面
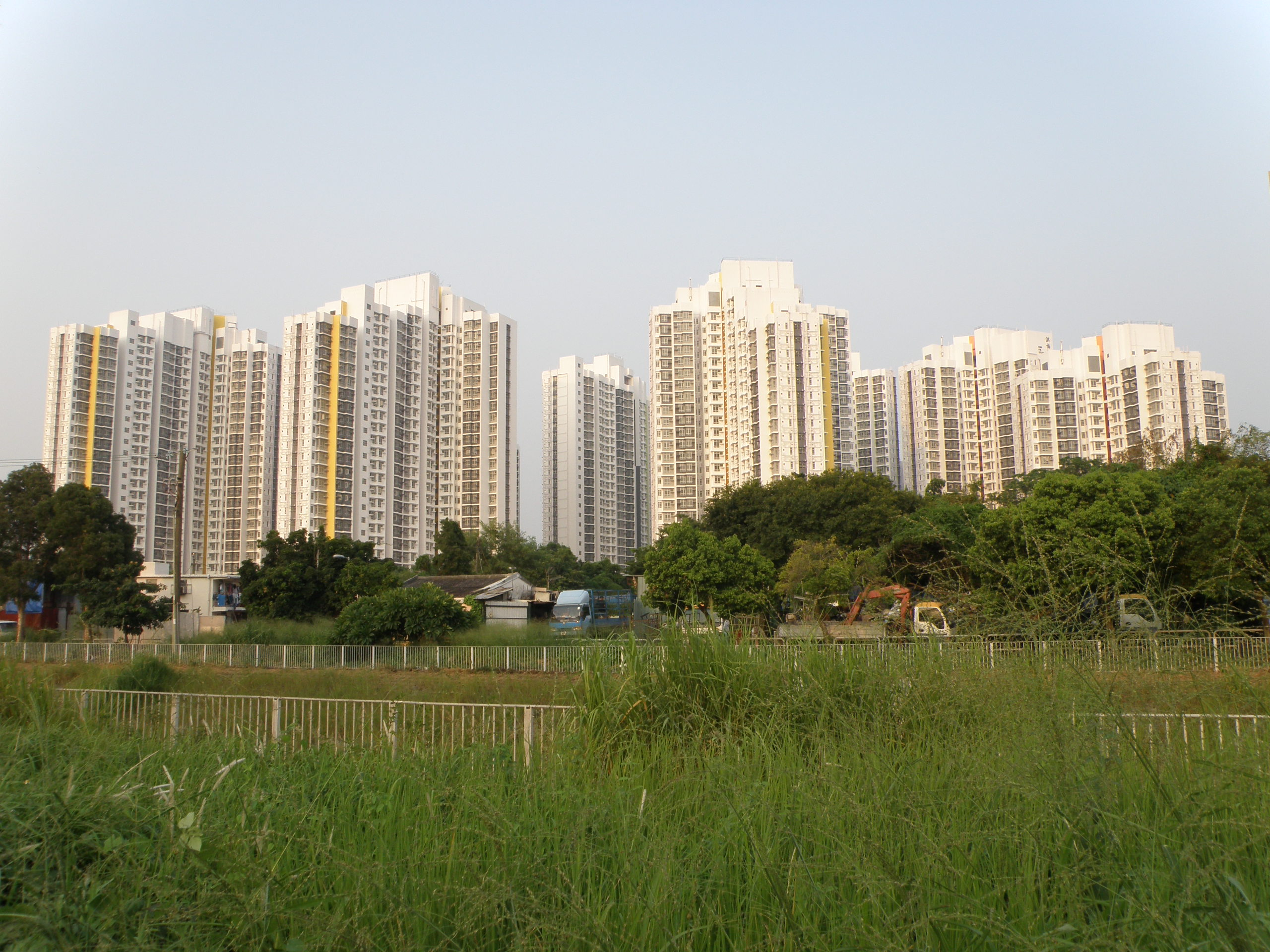
近看洪福邨西面
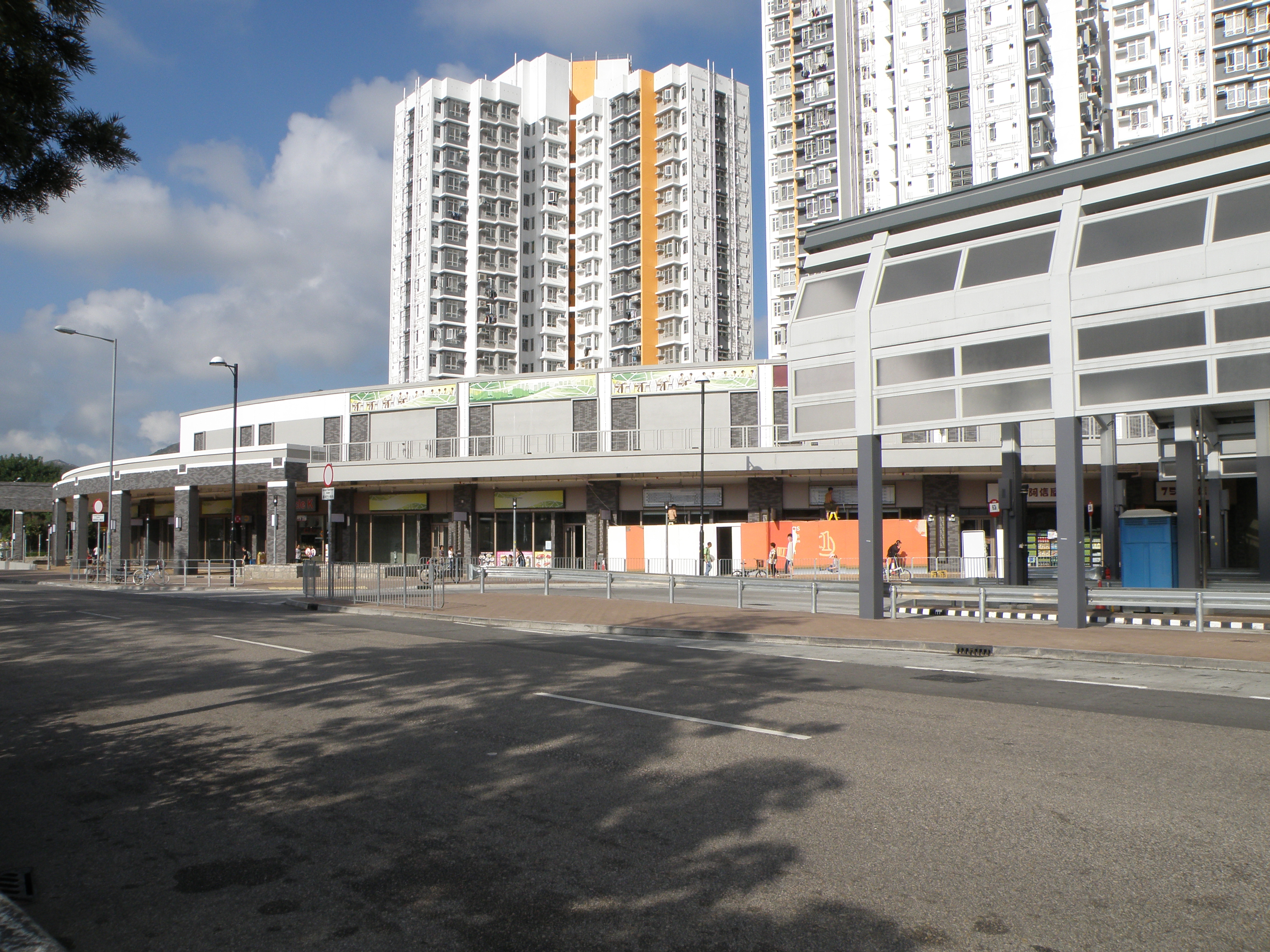
洪福商場

## 交通運輸
- 洪福邨公共運輸交匯處設於田心路，由房屋署負責興建。步行約5-10分鐘到青山公路，有較多交通路線選擇。

## 外部連結
- 立法會房屋事務委員會：工務計劃項目編號 B079TI—洪水橋第 13 區的公共運輸交匯處（页面存档备份，存于）
- 房委會物業位置及資料 洪福邨 （页面存档备份，存于）